# Мадрид
Мадри́д (исп. Madrid [maˈðɾið]) — столица и крупнейший город Испании, а также административный центр одноимённых провинции и автономного сообщества. Муниципалитет находится в составе района (комарки) Ареа-Метрополитана. Крупнейший экономический, политический и культурный центр страны. Население города — 3,266 млн жителей (2019).
Город расположен в центральной части Пиренейского полуострова. Большой Мадрид представляет собой агломерацию площадью 1200 км2. Сам город располагается на территории площадью 607 км2 и включает 21 административный округ. Крупный транспортный узел (железные, скоростные шоссейные дороги, один из крупнейших в мире аэропортов).
Мадрид — влиятельный культурный центр, в котором расположено множество музеев международного масштаба, среди которых Музей Прадо, Центр искусств королевы Софии, Музей Тиссена-Борнемисы и Форум Мадрид, находящиеся в сотне самых посещаемых музеев в мире.

## Этимология
Существует немало версий происхождения названия города. Известно, что он упоминается в 939 году под названием Магерит, что происходит, предположительно, от арабского ма́дара (مدرة) «город». Согласно другой версии, название — доарабское, от староиспанского maderita  «лесная поросль».

## География
Мадрид расположен в центре Испании на высоте 667 м над уровнем моря. Через город течёт небольшая река Мансанарес, ранее принадлежавшая исторической области Кастилии. В северо-западной части города возвышается горный массив Сьерра-де-Гуадаррама с его высочайшей точкой Пеньялара (2430 м).

### Климат
Благодаря высоте в 667 метров над уровнем моря и континентальному климату лето в Мадриде жаркое с малым количеством осадков, а зимы намного холоднее, чем в городах на средиземноморском побережье. Снегопады случаются практически каждый год, иногда зимы бывают особенно снежными. Средняя январская температура составляет 5—6 °C, июльская — 25—26 °C. Среднее годовое количество осадков составляет около 400 мм.
| Показатель                    | Янв.  | Фев.  | Март | Апр. | Май  | Июнь | Июль | Авг. | Сен. | Окт. | Нояб. | Дек.  | Год   |
| ----------------------------- | ----- | ----- | ---- | ---- | ---- | ---- | ---- | ---- | ---- | ---- | ----- | ----- | ----- |
| Абсолютный максимум, °C       | 20,9  | 23,3  | 26,2 | 31,6 | 36,0 | 40,0 | 41,6 | 40,9 | 39,0 | 31,7 | 25,0  | 20,5  | 41,6  |
| Средний суточный максимум, °C | 10,7  | 13,1  | 17,1 | 18,9 | 23,2 | 29,6 | 33,3 | 32,7 | 27,7 | 20,9 | 14,7  | 11,0  | 21,1  |
| Средняя температура, °C       | 5,9   | 7,5   | 10,9 | 12,7 | 16,7 | 22,2 | 25,7 | 25,1 | 20,8 | 15,0 | 9,7   | 6,4   | 14,9  |
| Средний суточный минимум, °C  | 0,6   | 1,5   | 3,9  | 5,9  | 9,6  | 14,2 | 17,1 | 16,9 | 13,4 | 9,1  | 4,4   | 1,8   | 8,2   |
| Абсолютный минимум, °C        | −10,9 | −13,8 | −7,2 | −3   | −1,2 | 3,0  | 6,6  | 6,8  | 3,4  | −2,6 | −11,3 | −11,7 | −13,8 |
| Норма осадков, мм             | 31    | 34    | 29   | 42   | 48   | 21   | 12   | 10   | 24   | 58   | 58    | 46    | 413   |
| Источник: Погода и климат     |       |       |      |      |      |      |      |      |      |      |       |       |       |

## Население
| 1897       | 1900       | 1910       | 1920       | 1930       | 1940       | 1950       | 1960       | 1965       | 1970       | 1975       | 1981       |
| ---------- | ---------- | ---------- | ---------- | ---------- | ---------- | ---------- | ---------- | ---------- | ---------- | ---------- | ---------- |
| 542 739    | ↗575 675   | ↗614 322   | ↗823 711   | ↗1 041 767 | ↗1 322 835 | ↗1 553 338 | ↗2 177 123 | ↗2 793 510 | ↗3 120 941 | ↗3 228 057 | ↘3 158 818 |
| 1986       | 1991       | 1996       | 1998       | 1999       | 2000       | 2001       | 2002       | 2004       | 2005       | 2006       | 2007       |
| ↘3 058 812 | ↘3 010 492 | ↘2 866 850 | ↗2 881 506 | ↘2 879 052 | ↗2 882 860 | ↗2 957 058 | ↗3 016 788 | ↗3 099 834 | ↗3 155 359 | ↘3 128 600 | ↗3 132 463 |
| 2008       | 2009       | 2010       | 2011       | 2012       | 2013       | 2014       | 2015       | 2016       | 2017       | 2018       | 2019       |
| ↗3 213 271 | ↗3 255 944 | ↗3 273 049 | ↘3 265 038 | ↘3 233 527 | ↘3 207 247 | ↘3 165 235 | ↘3 141 991 | ↗3 165 541 | ↗3 182 981 | ↗3 223 334 | ↗3 266 126 |
| 2020       | 2021       | 2022       | 2023       | 2024       |            |            |            |            |            |            |            |
| ↗3 334 730 | ↘3 305 408 | ↘3 280 782 | ↗3 332 035 | ↗3 416 771 |            |            |            |            |            |            |            |

Демографическая пирамида Мадрида в 2022

Столица занимает первое место в стране по численности населения, которое увеличивается главным образом за счёт иммигрантов. В городе сейчас проживает более 3,3 млн человек. Государственным языком является испанский, помимо него, население города использует каталанский, галисийский, баскский, а также языки мигрантов — арабский и пр. Большая часть населения — католики.

## История

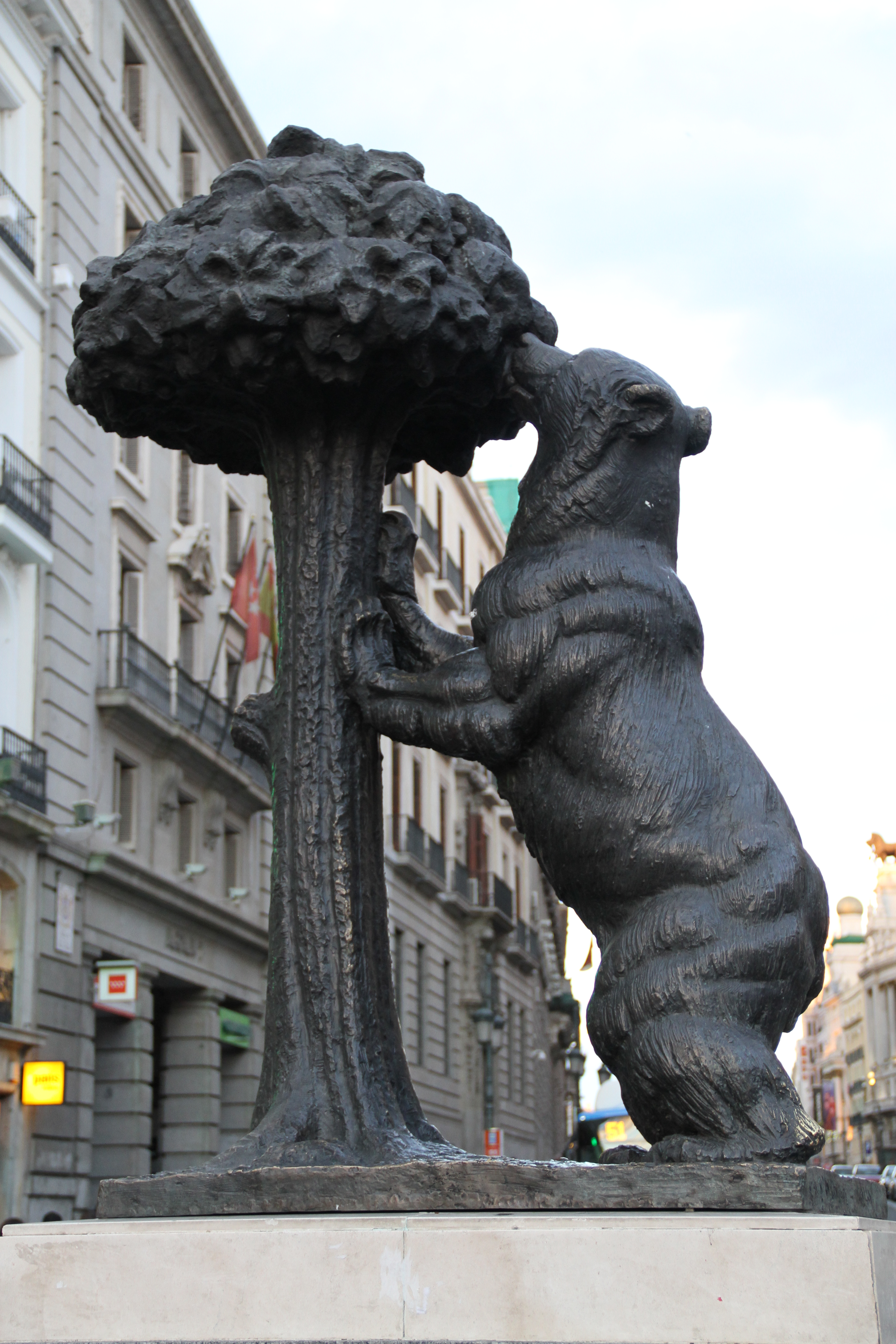
Скульптура «Медведь и земляничное дерево»

Археологические раскопки на берегах реки Мансанарес доказывают, что появление человека в окрестностях Мадрида относится к эпохе нижнего палеолита (около 100 тысяч лет назад). Однако упоминания о Мадриде как о городе появляются значительно позже. Считается, что город основал эмир Кордовы Мохаммед I для защиты подступов к Толедо от леонцев и кастильцев.
Город вырос вокруг крепости Маджирит, первое упоминание о которой относится к 932 году. Была построена крепость алькасба, отделённая от жилых кварталов — медины (араб. «город»). Во время Реконкисты, в 1085 году Мадрид был покорён королём Альфонсо VI.
Развитие города вплоть до 1561 года, когда король Филипп II сделал его столицей королевства, во многом зависело от взаимоотношений арабов и испанцев, то воевавших, то живших в мире. Очертания, похожие на современные, город приобрёл в период наиболее интенсивного развития с 1570-х по 1670-е годы. К концу XVI века в Мадриде уже жило 80 тыс. человек.
При короле Филиппе IV была построена четвёртая по счёту городская стена.
В начале XVIII века испанская корона перешла к Бурбонам. При Филиппе V началось строительство нового королевского дворца (Palacio Real) вместо сгоревшего в 1734 году старого дворца Алькасар (известного своими лабиринтами).

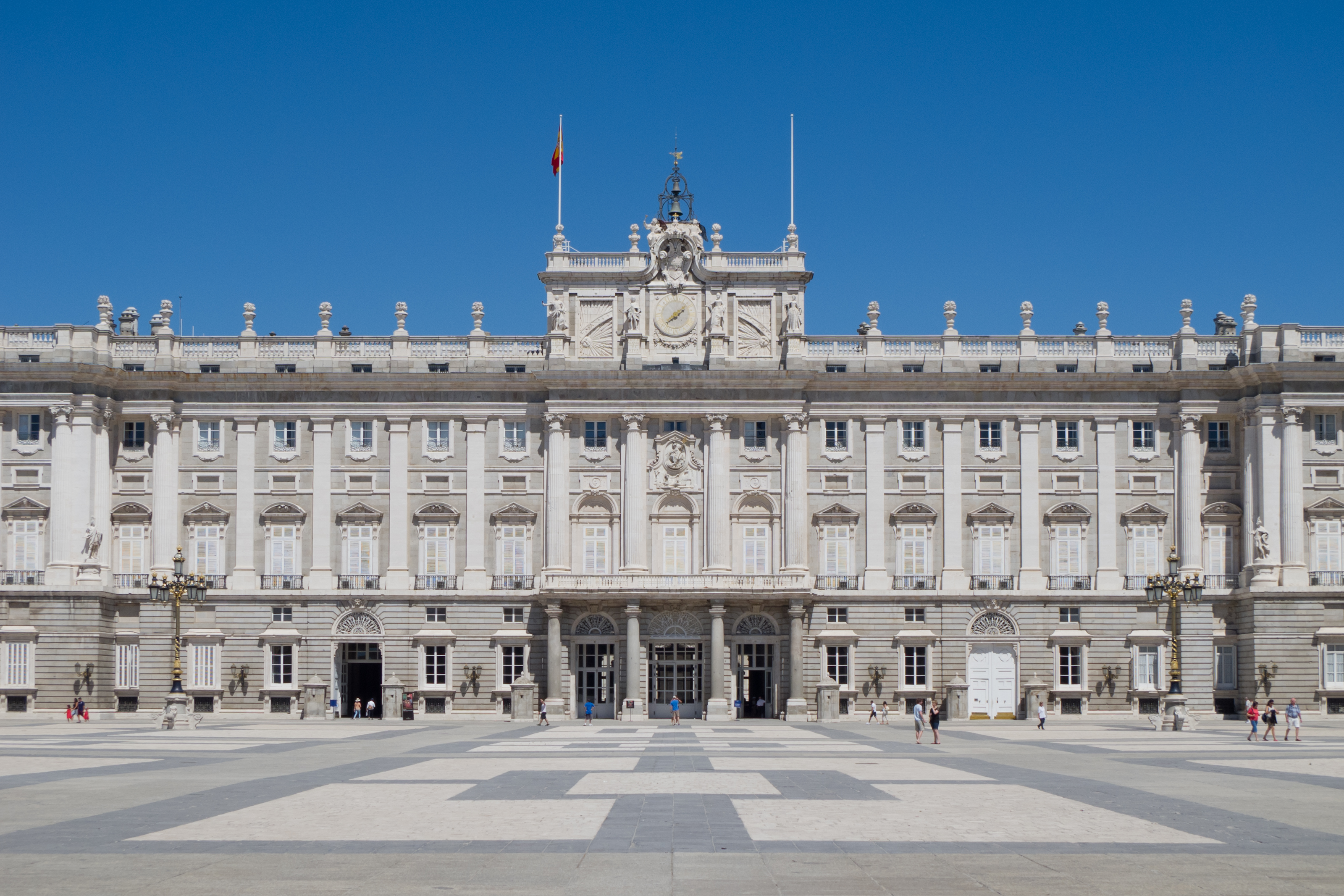
Королевский дворец

При короле Карле III Мадрид стал настоящей европейской столицей. Были приглашены такие архитекторы, как Сабатини, Марке, Вентура Родригес, Хуан де Вильянуэва и др. Были проведены работы по благоустройству: замощены и иллюминированы улицы, модернизировано водоснабжение. Город приобрёл неоклассический облик. Однако рост города прекратился.
В 1808 году город был захвачен французами (вторжение Наполеона). 2 мая 1808 года после свержения французами короля Фердинанда VII и провозглашения королём Жозефа Бонапарта в городе вспыхнуло восстание, жестоко подавленное оккупантами. Этот эпизод (расстрел восставших) отражён в одном из самых знаменитых полотен Гойи.

Франсиско Гойя. Расстрел восставших 3 мая 1808 года. Из собрания музея Прадо

Спустя два года вспыхнула освободительная война, перешедшая в Испанскую революцию 1808—1814 годов. Впоследствии о развитии Мадрида много заботились король Фердинанд VII и королева Изабелла II. При королеве Изабелле произошёл бурный рост города, в связи с чем были снесены почти все городские ворота. До наших дней сохранились лишь Толедские ворота (фрагмент) и ворота Алкала.

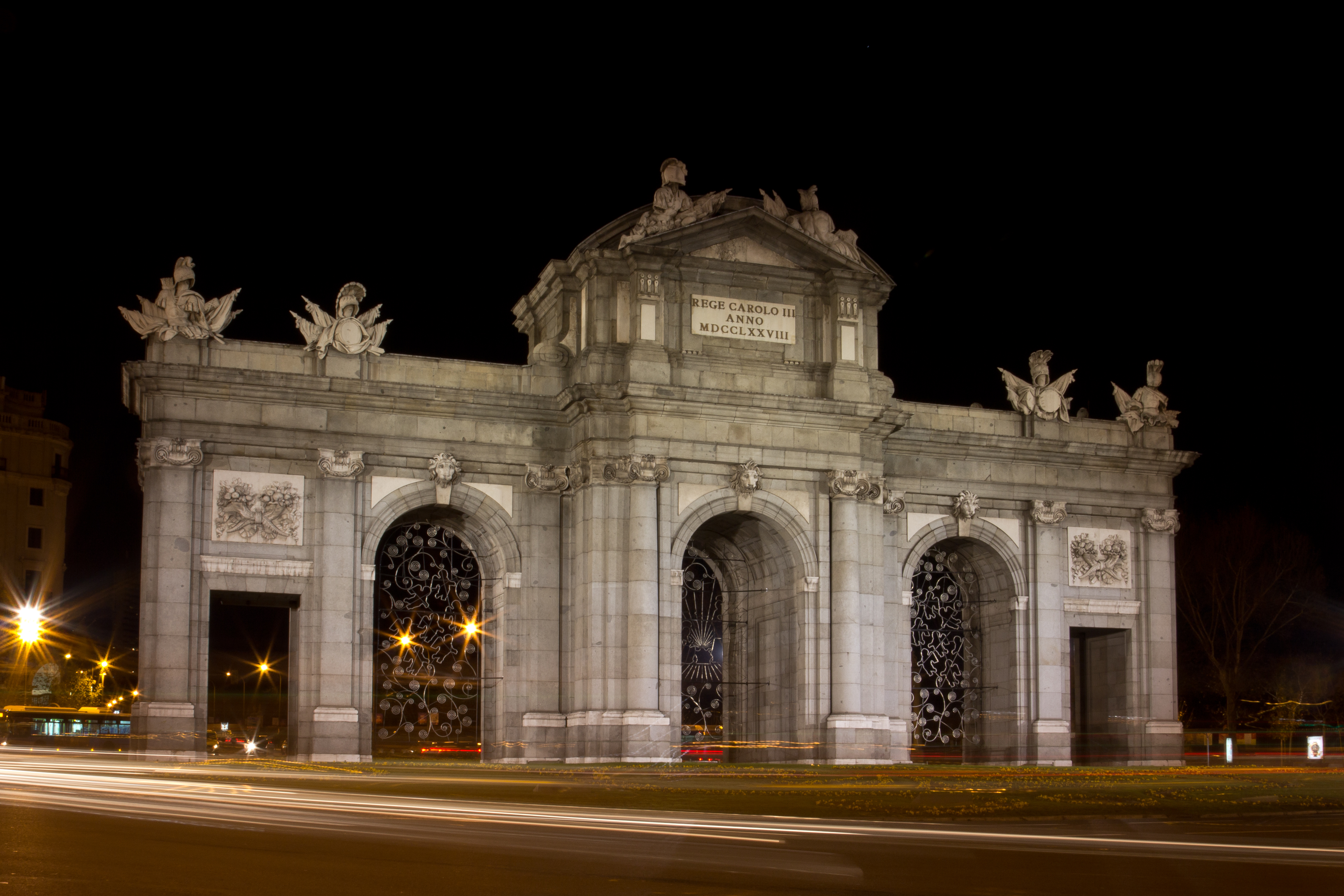
Ворота Алкала на площади Независимости

Серьёзная перестройка города произошла в конце XIX — начале XX века. На месте старых были проложены новые, широкие улицы и бульвары, построено много зданий в стиле модерн («ар нуво)».
В 1936 году во время гражданской войны началась оборона города республиканцами от националистов (фалангистов) под командованием Франсиско Франко. В марте 1939 года гарнизон капитулировал. Были повреждены многие исторические здания, экономика испытывала многочисленные затруднения. Вместе с тем было начато несколько крупных архитектурных проектов — триумфальная арка, штаб ВВС в районе Монклоа и некоторые другие. В 1950-е годы начали налаживаться связи с США. Начался подъём экономики и развитие туризма.

Бой фалангистов и народной милиции в районе мадридских казарм Монтанья. 30 июля 1936 года

После смерти Франко в 1975 году и третьей реставрации Бурбонов на трон взошёл король Хуан Карлос I.
В Мадриде начинается движение, известное как «мовида» — бурный рост субкультур и появление ряда новых деятелей кино и театра. В 1990-х годах были открыты два новых художественных музея — Музей королевы Софии и Музей Тиссена-Борнемисы.
11 марта 2004 года в Мадриде произошёл разрушительный террористический акт (одновременный взрыв на нескольких вокзалах). События 11 марта считаются европейским аналогом террористического акта в Нью-Йорке 11 сентября. В память о жертвах в центре города был возведён мемориал «Лес умерших».

## Административное устройство

Карта административного деления Мадрида

В административном плане Мадрид разделён на 21 район (исп. distrito), которые, в свою очередь, делятся на 131 подрайон (исп. barrio).
В приведённом ниже списке жирным выделены названия районов.
1. Сентро, подрайоны: Паласио, Эмбахадорес, Кортес, Хустисия, Универсидад, Соль.
2. Аргансуэла, подрайоны: Пасео-Империаль, Акасиас, Чопера, Легаспи, Делисиас, Палос-де-Могер, Аточа.
3. Ретиро, подрайоны: Пасифико, Адельфас, Эстрелья, Ибиса, Херонимос, Ниньо-Хесус.
4. Саламанка, подрайоны: Реколетос, Гойя, Фуэнте-дель-Берро, Гиндалера, Листа, Кастельяна.
5. Чамартин, подрайоны: Эль-Висо, Просперидад, Сьюдад-Хардин, Испаноамерика, Нуэва-Эспанья, Кастилья.
6. Тетуан, подрайоны: Бельяс-Вистас, Куатро-Каминос, Кастильехос, Альменара, Вальдеаседерас, Берругете.
7. Чамбери, подрайоны: Гастамбиде, Арапилес, Трафальгар, Альмагро, Вальеэрмосо, Риос-Росас.
8. Фуэнкарраль-эль Пардо, подрайоны: Эль-Пардо, Фуэнтеларрейна, Пеньягранде, Баррио-дель-Пилар, Ла-Пас, Вальверде, Мирасьерра, Эль-Голосо.
9. Монклоа-Аравака, подрайоны: Каса-де-Кампо, Аргуэльес, Сьюдад-Университариа, Вальдесарса, Вальдемарин, Эль-Плантио, Аравака.
10. Латина, подрайоны: Лос-Карменес, Пуэрта-дель-Анхель, Лусеро, Алуче, Лас-Агилас, Кампаменто, Куатро-Вьентос.
11. Карабанчель, подрайоны: Комильяс, Опаньель, Сан-Исидро, Виста-Алегре, Пуэрта-Бонита, Буэнависта, Абрантес.
12. Усера, подрайоны: Окаситас, Оркасур, Сан-Фермин, Альмендралес, Москардо, Софио, Прадолонго.
13. Пуэнте-де-Вальекас, подрайоны: Энтревиас, Сан-Диего, Паломерас-Бахас, Паломерас-Суресте, Портасго, Нумансиа.
14. Мораталас, подрайоны: Павонес, Оркахо, Маррокина, Медиа-Легуа, Фонтаррон, Винатерос.
15. Сьюдад-Линеаль, подрайоны: Вентас, Пуэбло-Нуэво, Кинтана, Ла-Консепсьон, Сан-Паскуаль, Сан-Хуан-Баутиста, Колина, Аталайа, Костильярес.
16. Орталеса, подрайоны: Паломас, Вальдефуэнтес, Канильяс, Пинар-дель-Рей, Апостоль-Сантьяго, Пиовера.
17. Вильяверде, подрайоны: Сан-Андрес, Сан-Кристобаль, Бутарке, Лос-Росалес, Лос-Анхелес (Вильяверде).
18. Вилла де Вальекас, подрайоны: Каско-Историко-де-Вальекас, Санта-Эухения.
19. Викальваро, подрайоны: Каско-Историко-де-Викальваро, Амброс.
20. Сан-Блас, подрайоны: Симанкас, Эльин, Апоста, Аркос, Росас, Рехас, Канильехас, Сальвадор.
21. Барахас, подрайоны: Аламеда-де-Осуна, Аэропуэрто, Каско-Историко-де-Барахас, Тимон, Корралехос.

## Экономика
ВВП Мадрида — крупнейший из всех испанских городов, в 2011 году он составил 124,9 млрд евро. Годовой бюджет Мадрида в 2014 году составил 14,45 млрд евро. Несмотря на тенденцию к переносу индустриальных центров в промышленные парки, расположенные вне городской черты, Мадрид остаётся вторым по важности после Барселоны промышленным центром Испании. В последний период значительно выросло значение аэропорта Барахас и его вклад в административную и финансовую деятельность. Существенно выросло в последние годы строительство дорог и расширение железнодорожного транспорта. Однако Мадрид, как и вся Испания, отстаёт от остальной Европы в развитии новых технологий. В пригородах — несколько автомобильных заводов.
Кроме того, инфляция в Испании выше среднеевропейского уровня. Начиная с 1998 года цены на жильё выросли на 150 %, чему способствовало введение евро. Произошла потеря конкурентоспособности с основными торговыми партнёрами. Мадрид развивает туристическую деятельность, являясь наиболее посещаемым иностранными туристами городом страны. Объявление Мадрида в 1992 году «Городом европейской культуры» было важным шагом в развитии этого процесса.

## Образование
В городе расположено несколько крупных университетов: 
- Королевская академия изящных искусств Сан-Фернандо;
- Мадридский автономный университет;
- Мадридский университет имени Карла III;
- Мадридский университет Комплутенсе;
- Наваррский народный университет;
- Национальный университет дистанционного образования;
- Университет имени Короля Хуана Карлоса;
- IE Business School.

## Транспорт

Схема Мадридского метрополитена

В городе действует сеть автобусных маршрутов и (с 1919 года) метрополитен, который в последние годы быстро развивается (например, проложена вторая кольцевая линия, соединившая между собой промышленные пригороды к югу от города). Метрополитен Мадрида занимает второе место в Европе по протяжённости линий (324 км) после лондонского (408 км). В настоящее время в дополнение к метро в Мадриде открыта сеть современного трамвая (см. Мадридский трамвай), известного как лёгкое метро (исп. metro ligero). «Лёгкое метро» использует современные низкопольные трамваи Citadis 302.
Действует сеть городских электричек, имеются два основных железнодорожных вокзала — Аточа (южное направление) и Чамартин (северное направление).
На северо-восток от города — международный аэропорт Барахас (4 терминала). Аэропорт ежегодно обслуживает около 50 млн пассажиров и входит в список 20 крупнейших аэропортов в мире.

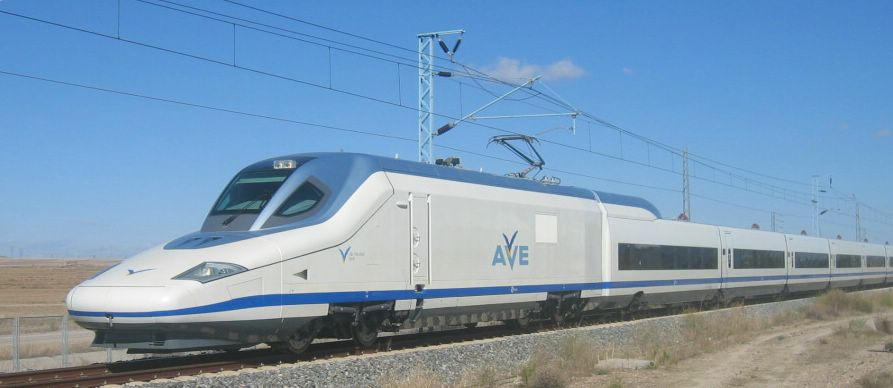
Высокоскоростной железнодорожный транспорт AVE (скорость 350 км/ч)

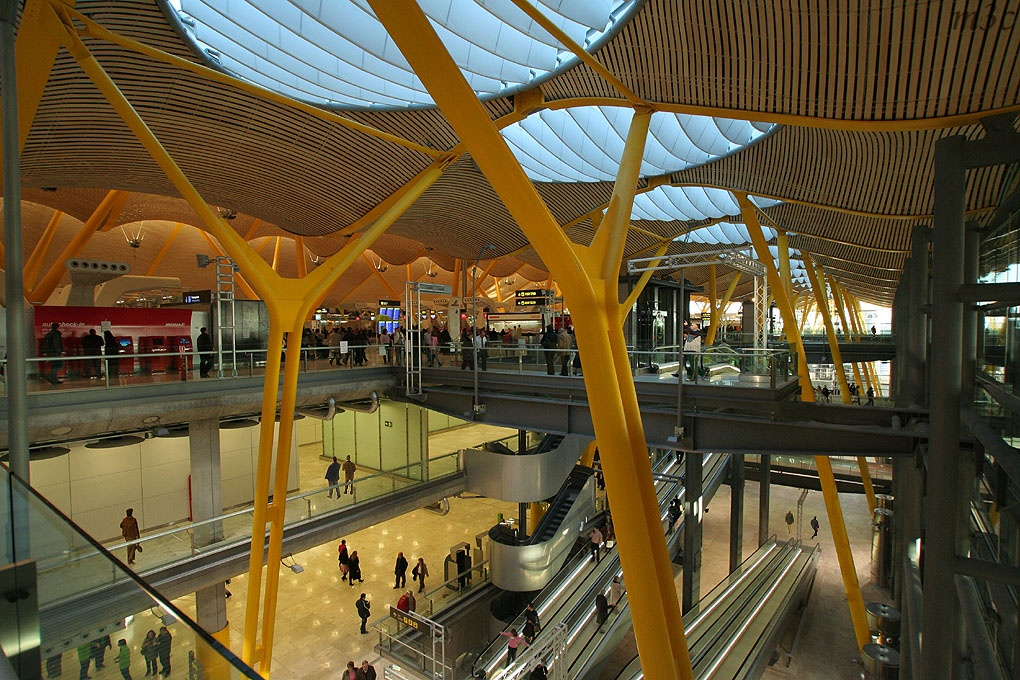
Новый четвёртый терминал аэропорта Барахас открылся 5 февраля 2006 года

### Автомагистрали
Основные автомагистрали имеют радиальное направление. Ниже приводится список основных магистралей:
| Трасса | Направление                                                                                    |
| ------ | ---------------------------------------------------------------------------------------------- |
| A-1    | Мадрид — Аранда-де-Дуэро — Бургос — Миранда-де-Эбро — Витория — Сан-Себастьян — Ирун — Франция |
| A-2    | Мадрид — Сарагоса — Лерида — Барселона — Жирона — Франция                                      |
| A-3    | Мадрид — Валенсия                                                                              |
| A-4    | Мадрид — Кордова — Севилья — Кадис                                                             |
| A-5    | Мадрид — Мерида — Бадахос — Лиссабон                                                           |
| A-6    | Мадрид — Медина-дель-Кампо — Бенавенте — Понферрада — Луго — Ла-Корунья                        |
| A-42   | Мадрид — Толедо                                                                                |

Эти свободные автотрассы параллельны платным трассам R-2, R-3, R-4 и R-5, которые разгружают движение по бесплатным дорогам.
Кроме того, в Мадриде имеется несколько кольцевых трасс. Эти дороги позволяют объезжать город в случае необходимости.

## Культурное значение
Город является одной из красивейших столиц не только Европы, но и всего мира. Экономическая и культурная жизнь города сосредоточены на Площади Кастилии и улице Алькала. Именно здесь находятся самые дорогие магазины и роскошные рестораны.

### Художественные музеи
Одна из главных культурных достопримечательностей города — музей Прадо, основанный Марией Изабеллой Браганса, второй женой Фердинанда VII. В 1819 году музей разместился в современном здании в качестве Королевского музея. Здание музея по заказу короля Карла III в 1785 году спроектировал архитектор Хуан де Вильянуэва.
Два других крупных музея Мадрида — Музей королевы Софии и Музей Тиссена-Борнемисы — вместе с музеем Прадо образуют так называемый «золотой треугольник искусств». В первом собраны картины современного искусства. В частности, в музее королевы Софии находится знаменитая картина Пабло Пикассо «Герника», а также творения Сальвадора Дали и Жоана Миро. В Музее Тиссена-Борнемисы находятся картины разных эпох, начиная с Возрождения и заканчивая работами импрессионистов, сюрреалистов и кубистов. Также интерес представляет коллекция Королевской академии изящных искусств Сан-Фернандо, которая насчитывает 1300 картин, в том числе работы Веласкеса, Рубенса и Гойя.

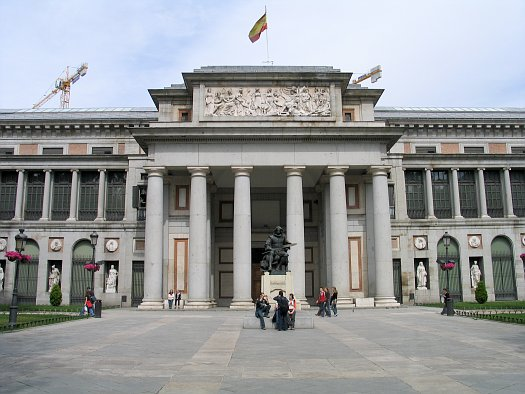
Музей Прадо
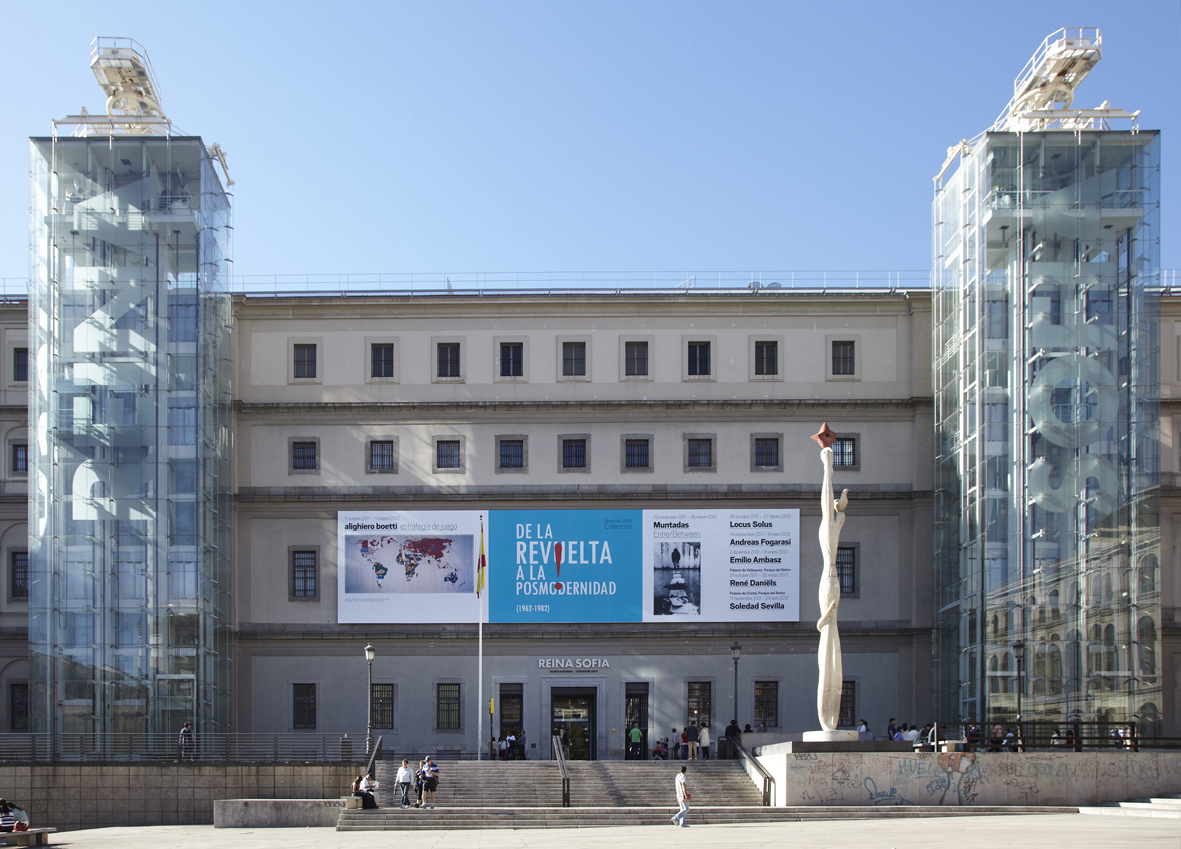
Музей королевы Софии
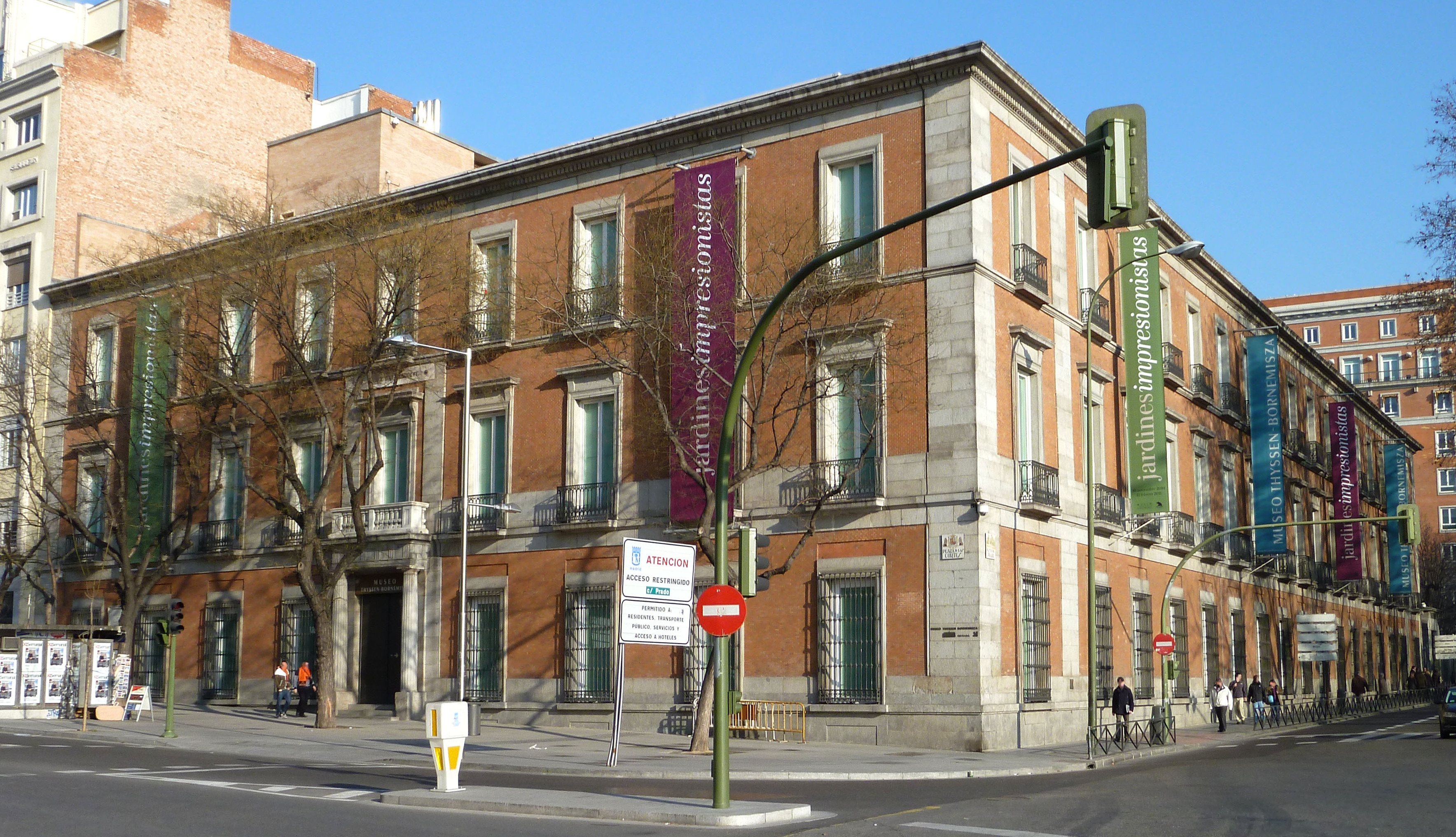
Музей Тиссена-Борнемисы
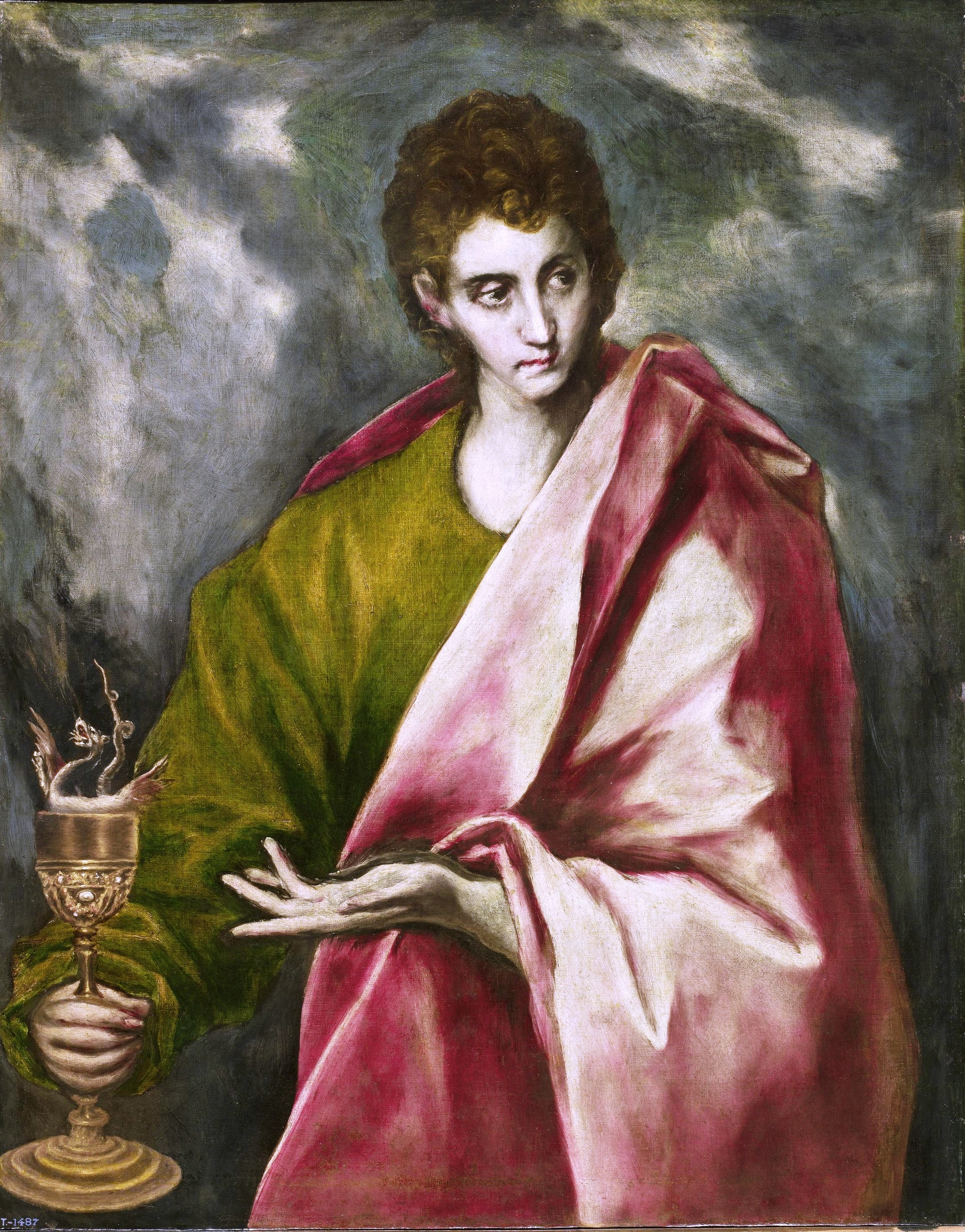
Иоанн Евангелист. Музей Прадо
«Менины» — самая известная картина Диего Веласкеса из экспозиции музея Прадо
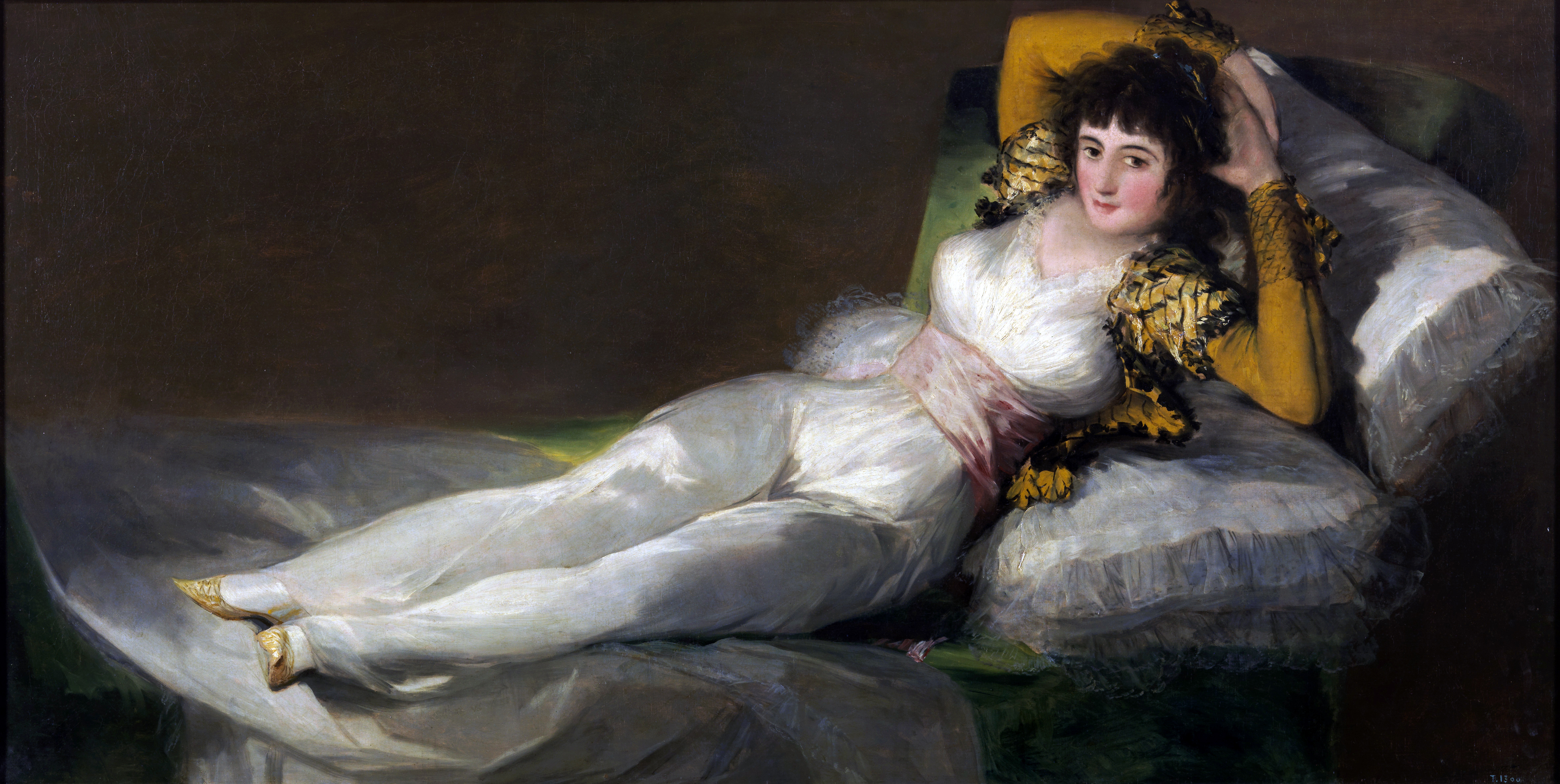
«Маха одетая» — творение Франсиско Гойи из коллекции музея Прадо
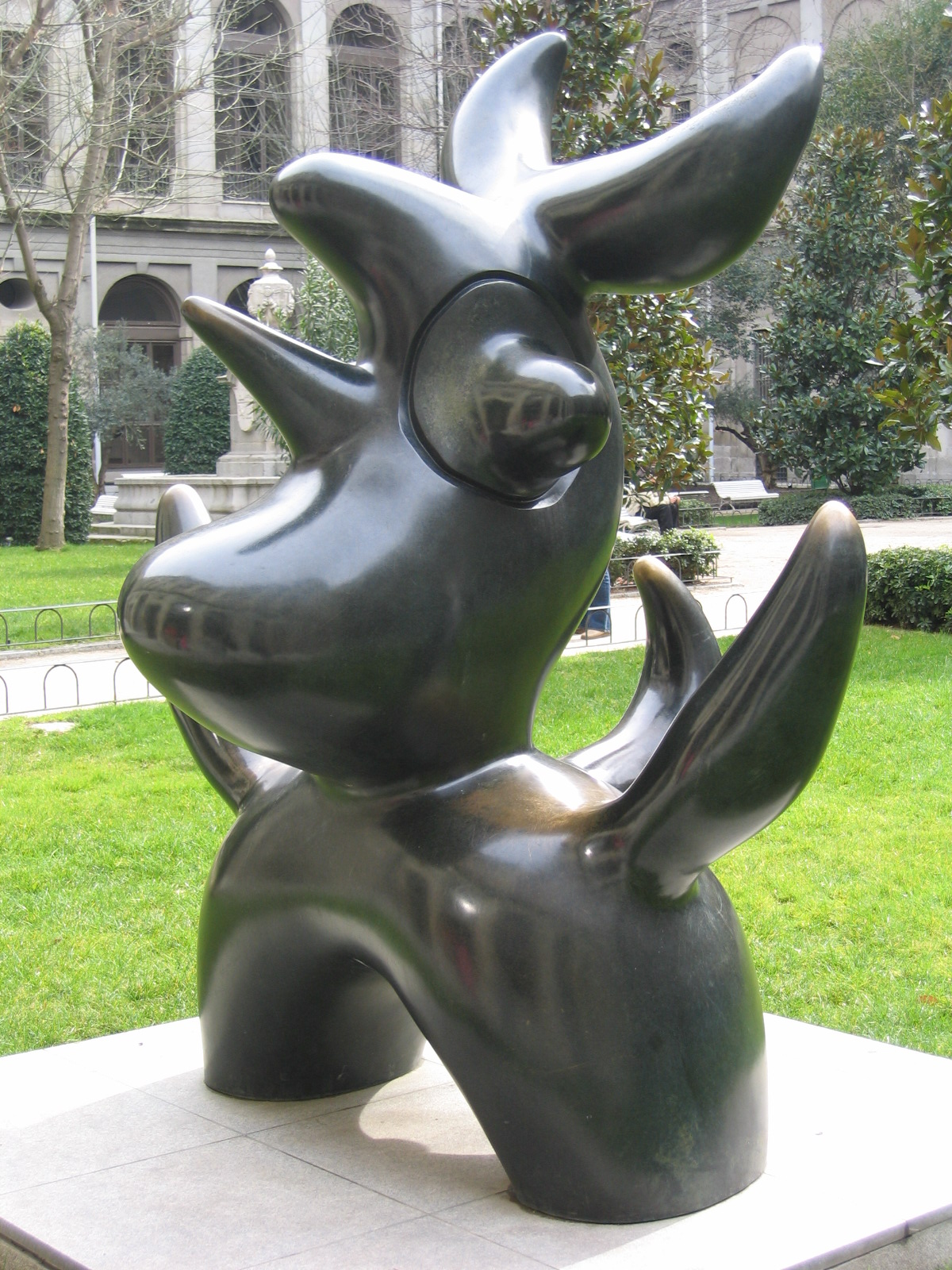
Скульптура работы Жоана Миро во дворе Музея королевы Софии

### Другие музеи
Национальный археологический музей владеет обширной коллекцией по археологии и естественной истории. Морской Музей рассказывает об оружии, кораблях, завоеваниях Испании, начиная с XV века. Музей Америки — коллекции произведений искусства доколумбовой Америки.
Экспозиция Музея монетного двора посвящена истории монетного двора и нумизматике в целом.

### Музыка
В 1908 году был создан Муниципальный симфонический духовой оркестр Мадрида.
В 1969 году город был местом проведения конкурса Евровидение 1969.
В 2024 году в городе прошёл конкурс Детское Евровидение 2024.

### Коррида
До начала XVIII века конная коррида в Мадриде проводилась на Пласа-Майор в присутствии короля. После формирования традиций современной пешей корриды в XVIII веке главная арена находилась в районе ворот Алькала. В 1929 году была построена грандиозная арена для корриды Лас-Вентас в конце улицы Алькала.
Каждое воскресенье с марта по октябрь проходят бои быков, притягивающие любителей тавромахии и туристов со всего света. С 1 по 30 мая ежегодно в честь городских праздников Св. Исидора проводится самая важная серия боёв быков в мире — Feria de San Isidro.

## Праздники
- 15 мая — день святого Исидора.
- 13 июня — день св. Антония Флоридского.
- 16 июля — день святой Девы Карменской.
- 7 августа — день святого Каетана.
- 10 августа — день святого Лаврентия.
- 15 августа — день святой Девы Паломской.
- 12 октября — день святой Девы Пиларской.
- 9 ноября — день святой Девы Альмуденской.

## Основные достопримечательности

### Пласа-Майор
Площадь Пласа-Майор (исп. Plaza Mayor, в переводе с испанского буквально «Главная площадь») создана в правление короля Филиппа III архитектором Хуаном Гомесом де Морой. Строительные работы начались в 1617 году и продолжались два года. Здания были построены в стиле мадридского барокко. На площади находятся 136 зданий с 437 балконами, с которых в прошлом наблюдали за королевскими церемониями, рыцарскими турнирами, корридой и аутодафе. В центре площади находится памятник королю Филиппу III, третьему испанскому королю династии Габсбургов. До сих пор площадь является одним из самых оживлённых мест в городе, здесь расположены многочисленные кафе и рестораны. Квадратные или прямоугольные площади с колоннадами, подобными Пласа Майор, можно увидеть в других городах Испании, а также в бывших колониях Испании в Латинской Америке.

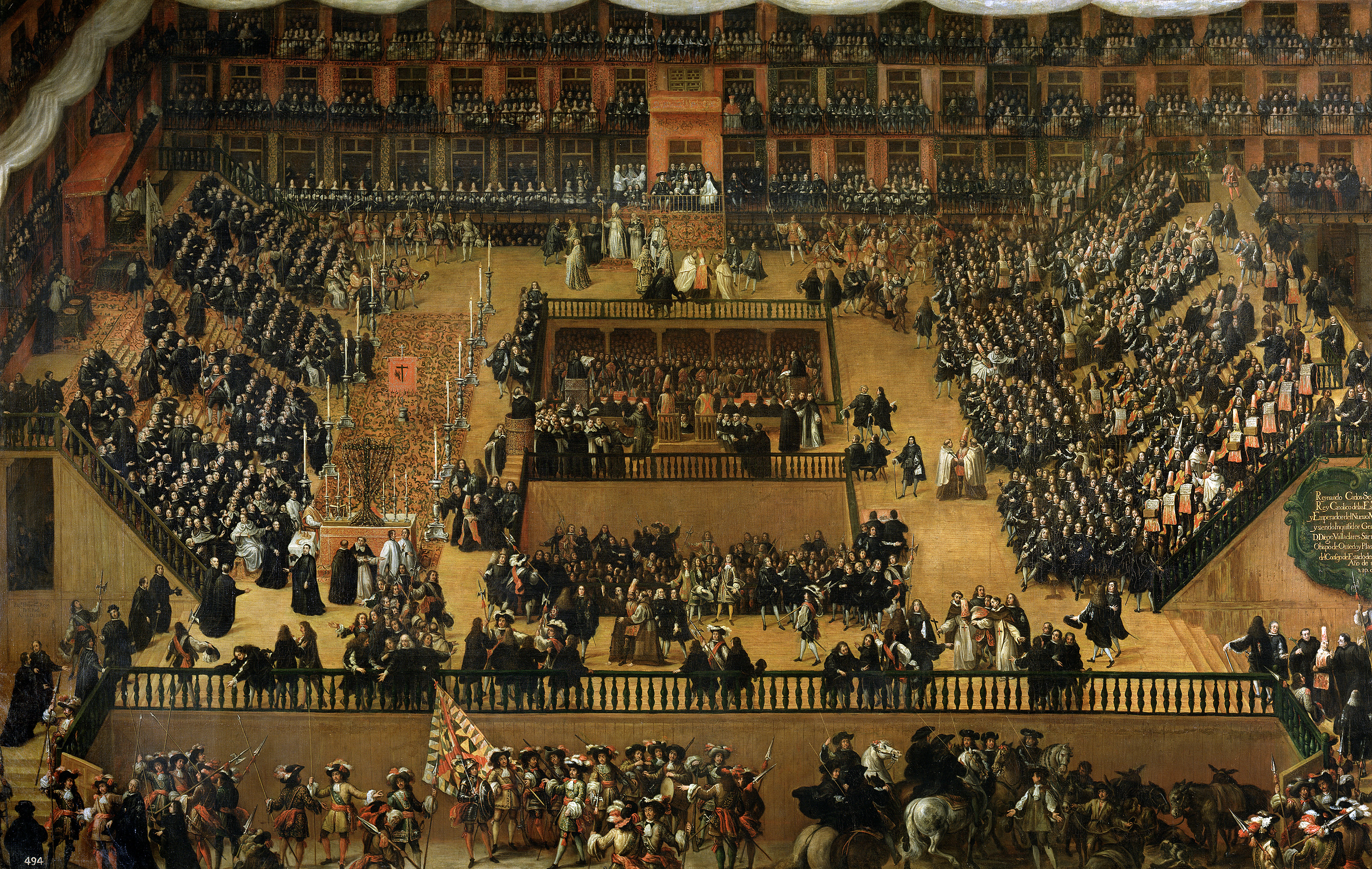
Аутодафе на Пласа Майор. Картина Франсиско Риччи, 1683 год
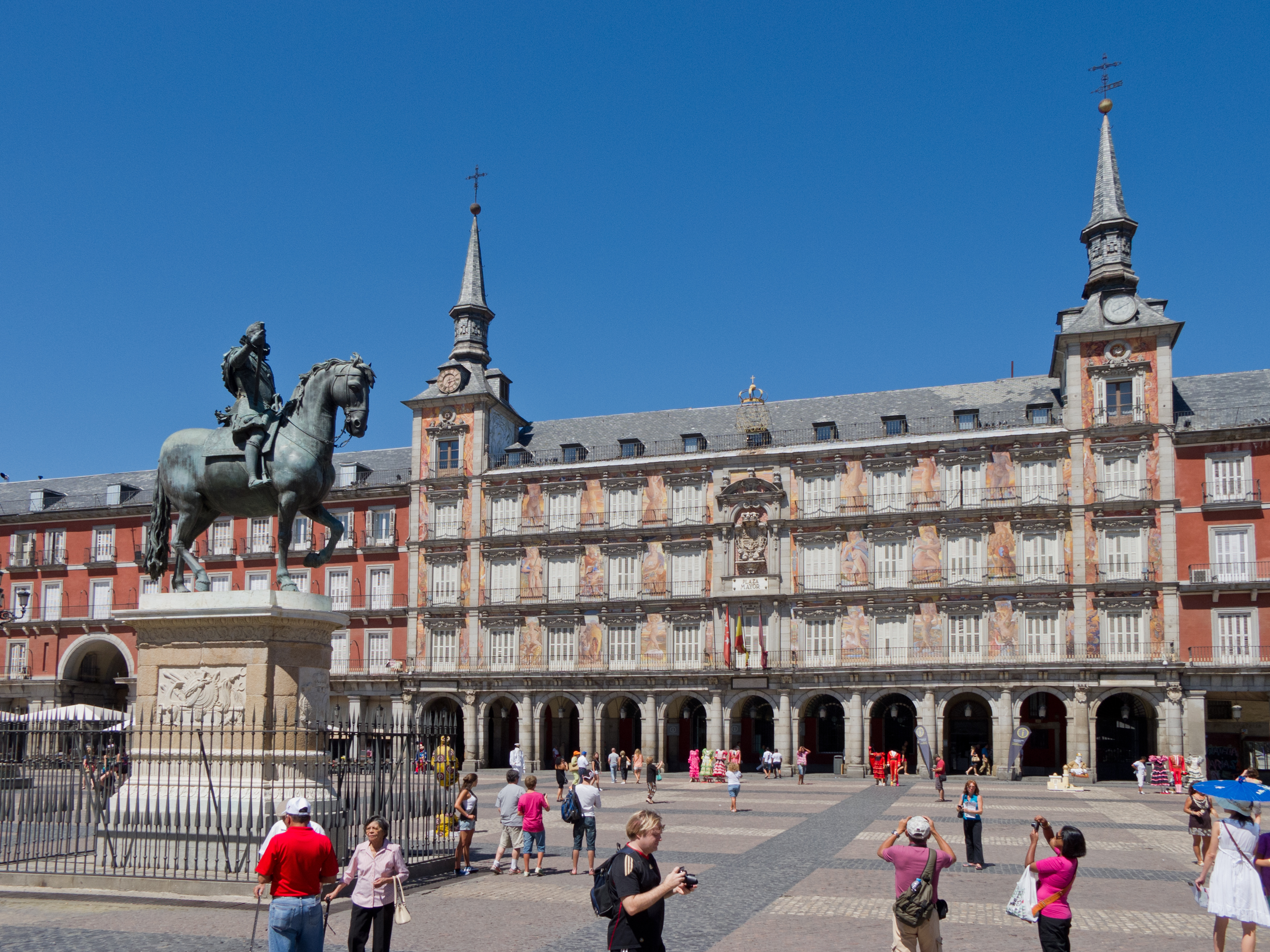
Пласа-Майор
Пласа-Майор
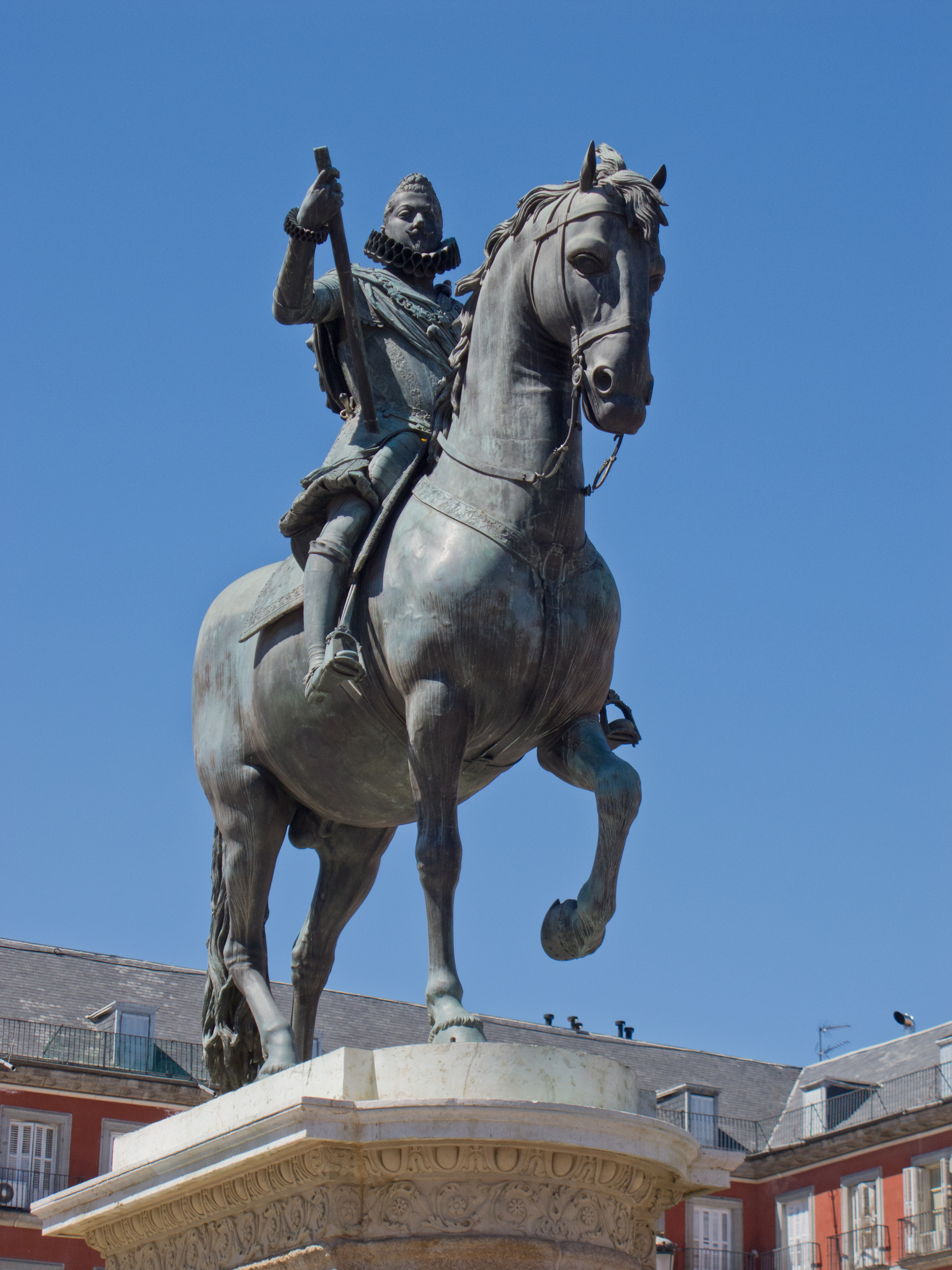
Пласа-Майор. Памятник королю Филиппу III

### Площадь Пуэрта-дель-Соль
Площадь Пуэрта-дель-Соль (исп. Puerta del Sol, буквально — Ворота Солнца) служит нулевой точкой для отсчёта дорожных расстояний в Испании (Мадрид является географическим центром страны, а площадь — центральной точкой города). Название площади объясняется просто: в XV веке здесь проходила крепостная стена, а на месте площади находились одни из городских ворот.
На площади происходили такие события, как восстание 2 мая 1808 года против французского вторжения и провозглашение второй республики в 1931 году. На площади расположена одна из первых станций мадридского метро. Площадь оспаривает с Пласа-Майор право считаться центральной площадью города. Площадь приобрела современную эллиптическую форму во времена правления королевы Изабеллы II. С тех пор сохранилось здание почты (1761 г.) с часами, оповещающими наступление Нового года. В настоящее время в здании работает правительство Автономной Области Мадрид. Во времена Второй республики, а позже — диктатуры Франко здание принадлежало тайной полиции. На площади расположено здание Королевской академии изящных искусств. На площади установлен памятник «Медведь и земляничное дерево», являющийся символом города, и памятник королю Карлу III.

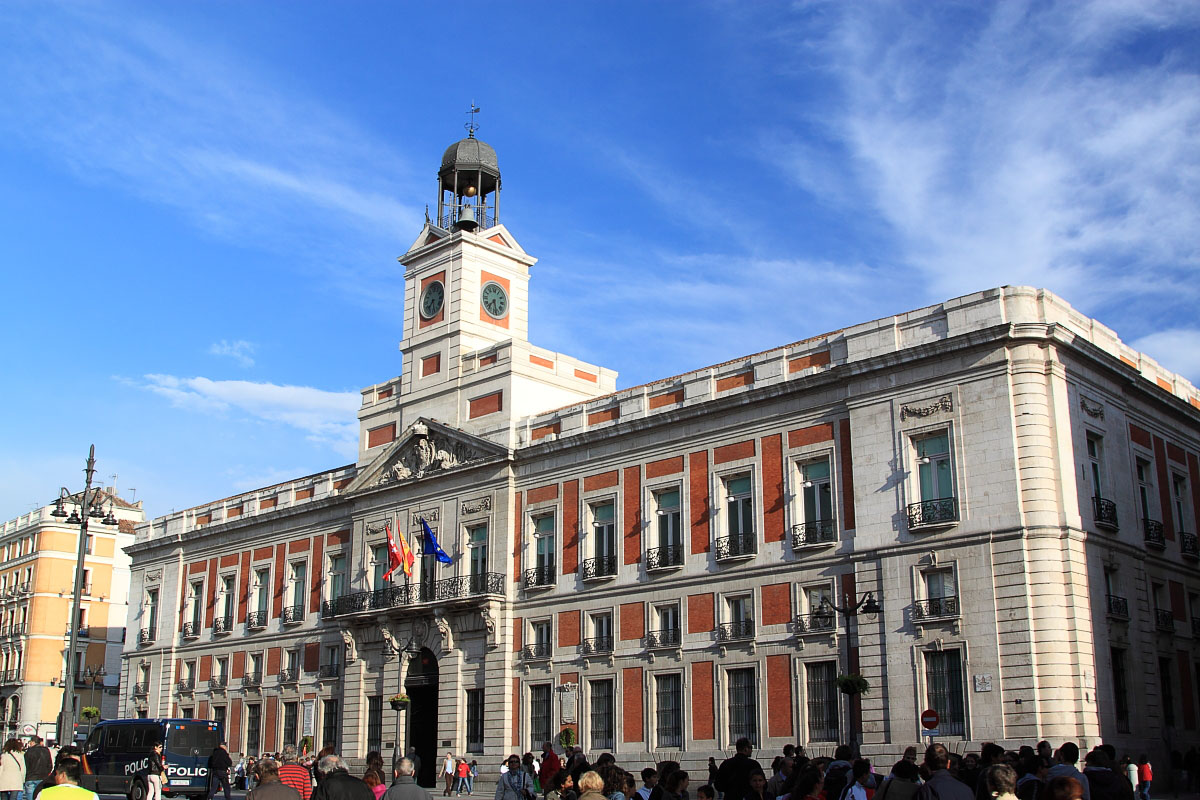
Пуэрта-дель-Соль
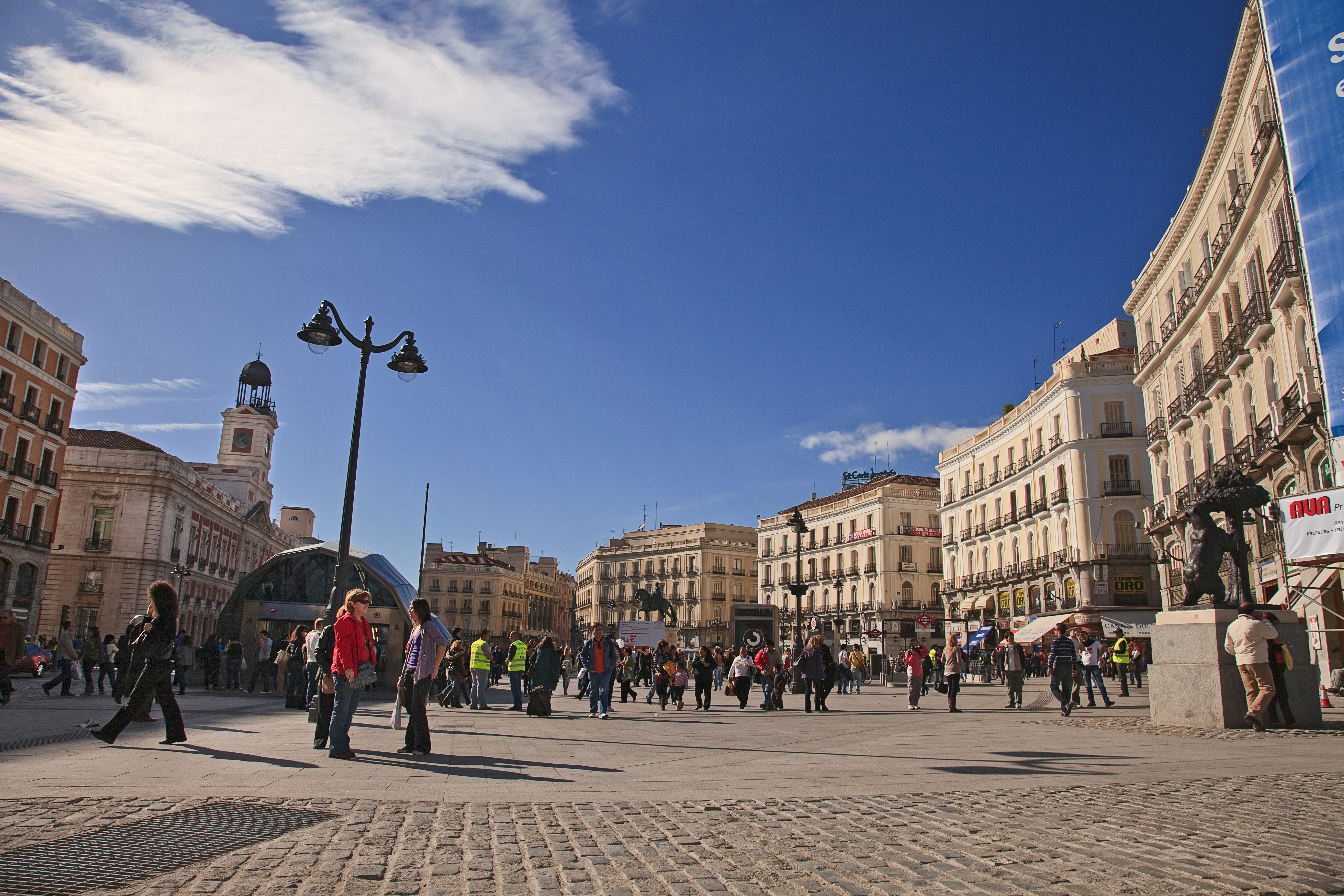
Пуэрта-дель-Соль
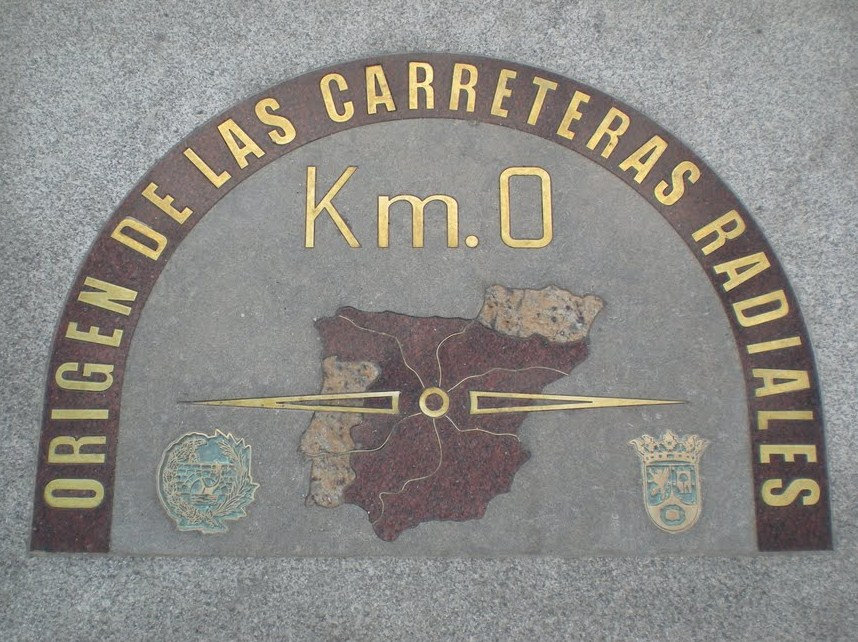
Нулевой километр на Пуэрта-дель-Соль
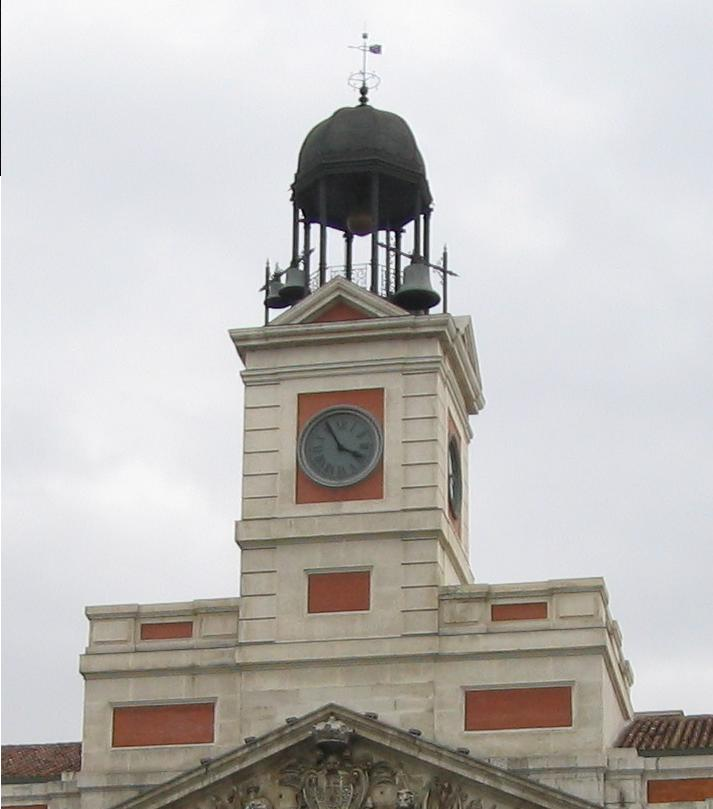
Часы на здании почты. Пуэрта-дель-Соль
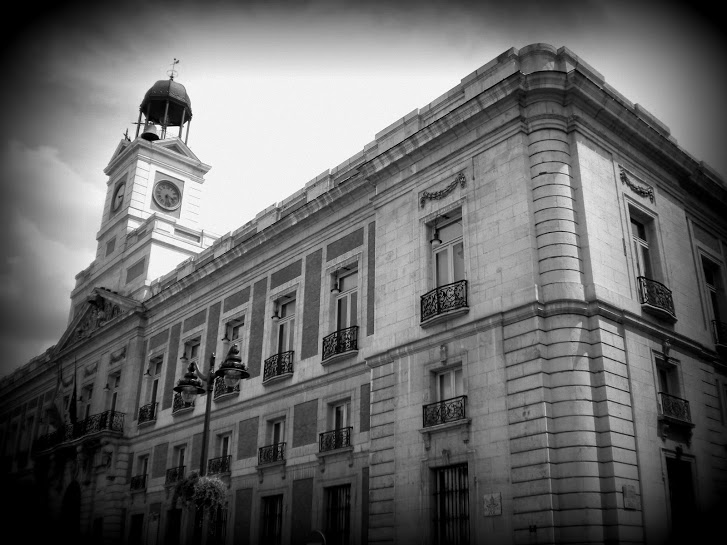
Пуэрта-дель-Соль
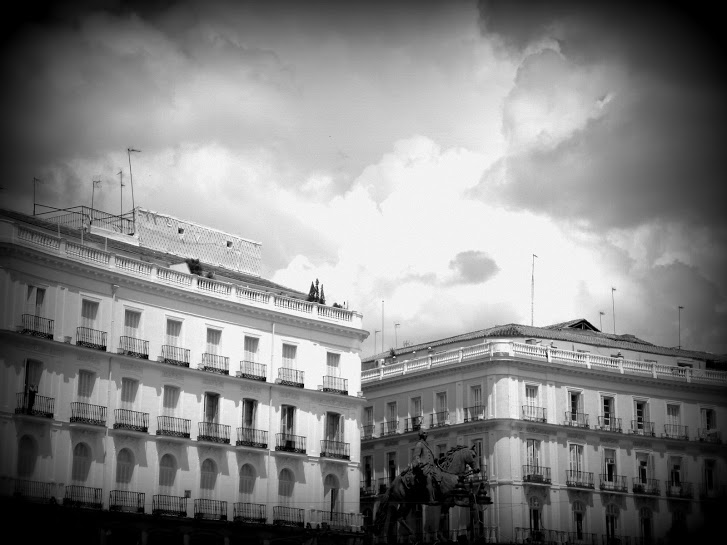
Пуэрта-дель-Соль

### Площади Сибелес и Кановас-дель-Кастильо, бульвар Пасео-дель-Прадо

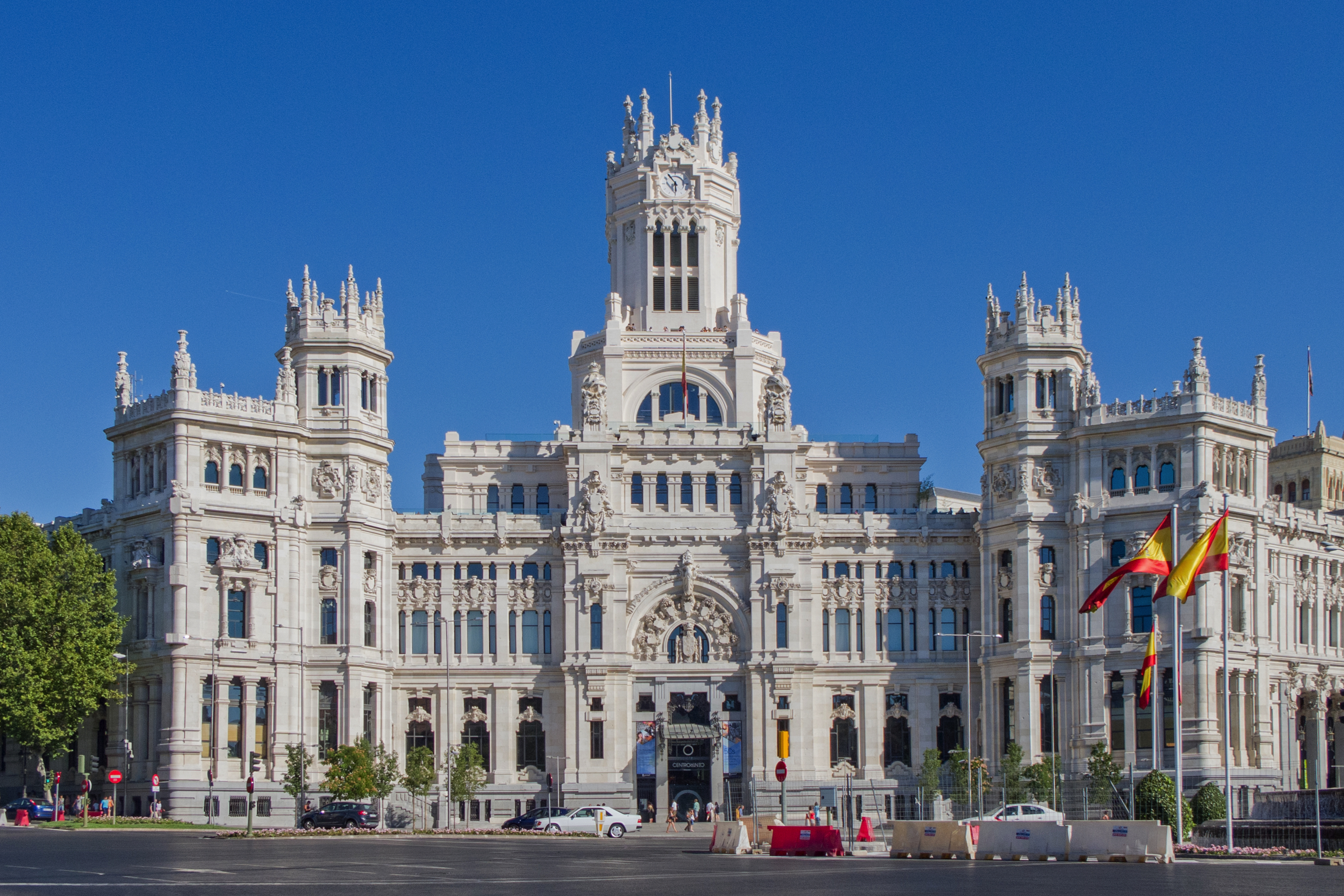
«Дворец связи» (исп. Palacio de Communicaciones на площади)

В центре площади Сибелес (исп. Plaza de Cibeles) расположен фонтан с колесницей богини Кибелы (построен в 1781 году по проекту архитекторами Хосе Эрмосильей и Вентурой Родригесом), давший название площади. Образ колесницы Кибелы, запряжённой львами и пантерами, был очень популярен. Площадь сформирована четырьмя зданиями: неоклассическим Банком Испании (1884), дворцом Буэнависта герцогов Альба (конец XVIII века), особняком маркизов де Линарес и зданием Главного почтового управления в необарочном стиле (начало XX века).
Место, на котором построен дворец Линарес, считалось проклятым. Когда-то здесь была оливковая роща, где прятались бандиты, а в 1808 году, во время войны за независимость, французы построили там тюрьму, где держали пленных, казнили и погребали заключённых.
Во дворце проживало несколько поколений семьи Мурга. По легенде, Хосе де Мурга-и-Реолид, маркиз Линарес, ничего не подозревая, женился на своей незаконнорождённой сестре. Когда супругам стало известно о кровосмешении, они убили своего ребёнка, а тело замуровали в стену. Маркиз покончил с собой и был похоронен в саду, а во дворце с тех пор якобы обитают призраки отца и дочери. С 1992 года во дворце Линарес находится культурный центр Каса де Америка (Дом Америки).
Бульвар Пасео-дель-Прадо возник благодаря королю-строителю Карлу III, про которого говорили, что он нашёл город из глины и превратил его в город из мрамора. Бульвар был построен по подобию римской площади Навона, имеющей эллиптическую форму. Были установлены три фонтана. На площади Кановас-дель-Кастельяна расположен фонтан Нептуна с колесницей, привлекаемой дельфинами и конями (1780), в середине бульвара расположен фонтан Аполлона (1777), а третий фонтан Сибелес расположен в конце бульвара на площади Сибелес.

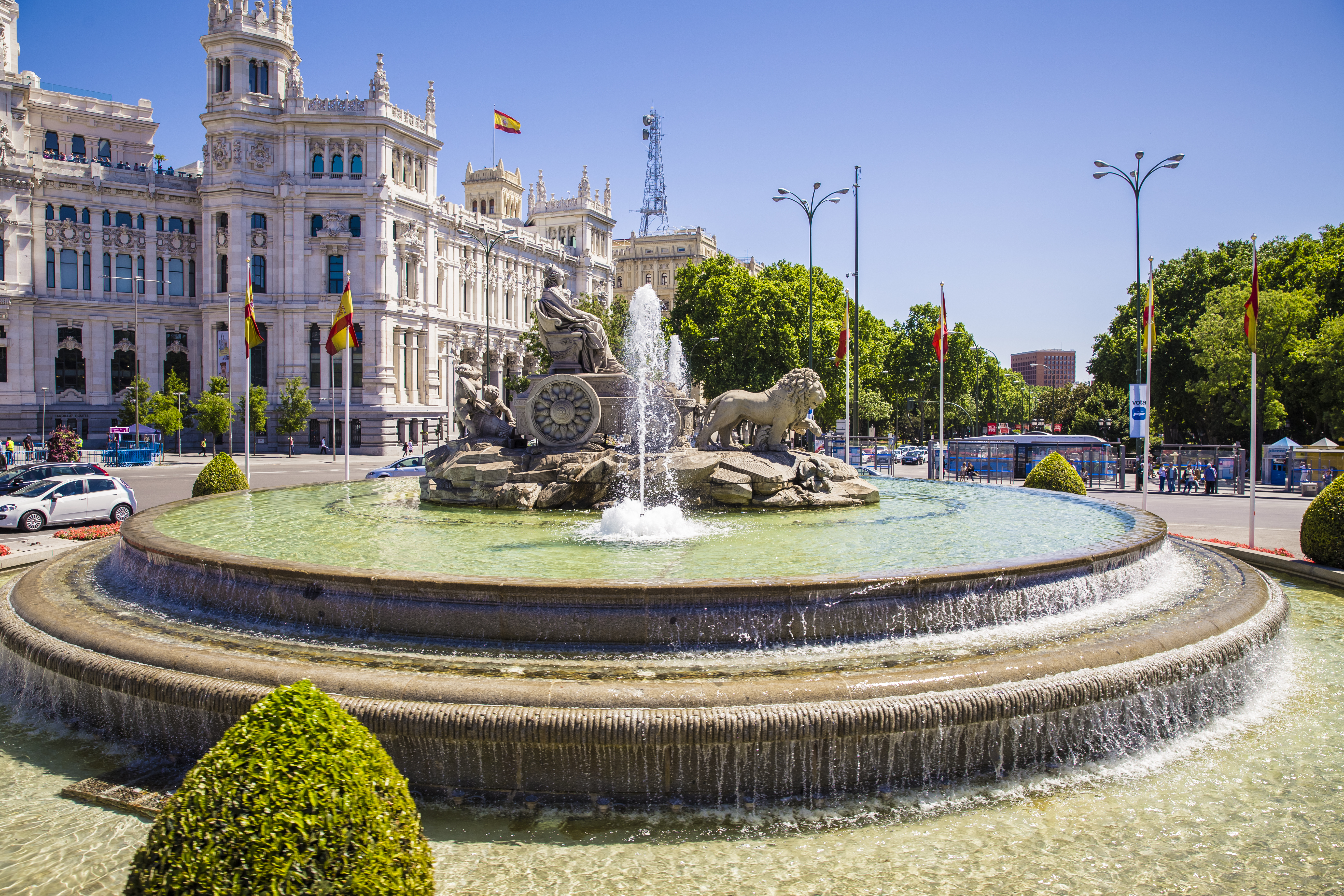
Фонтан Сибелес
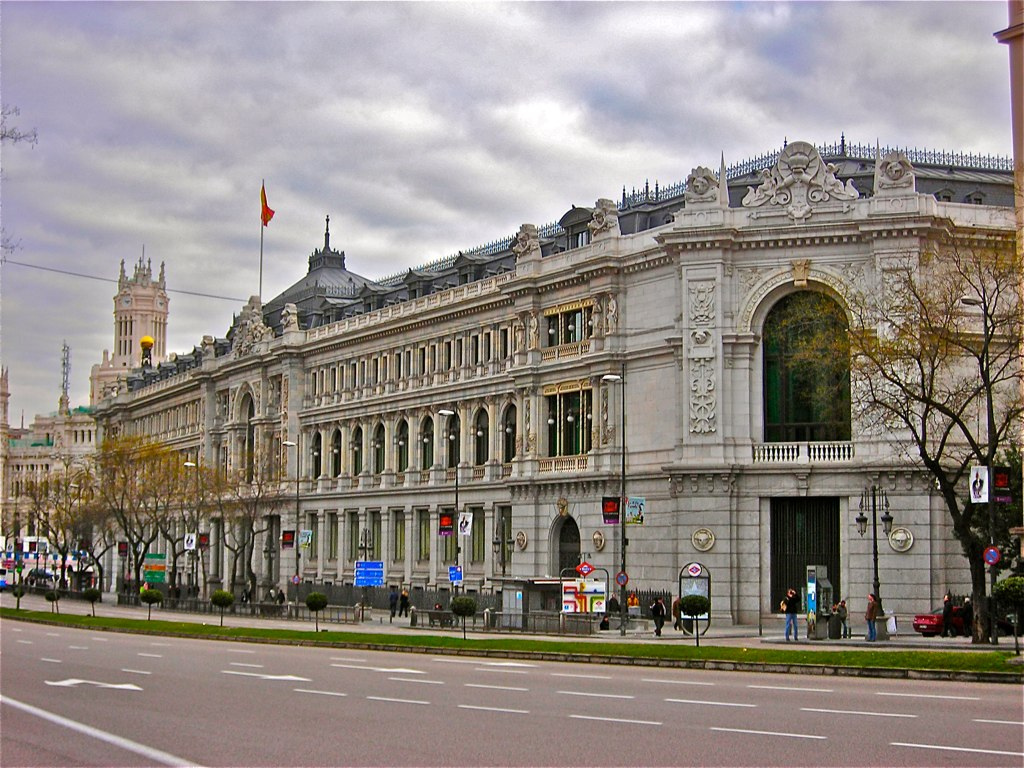
Здание банка Испании
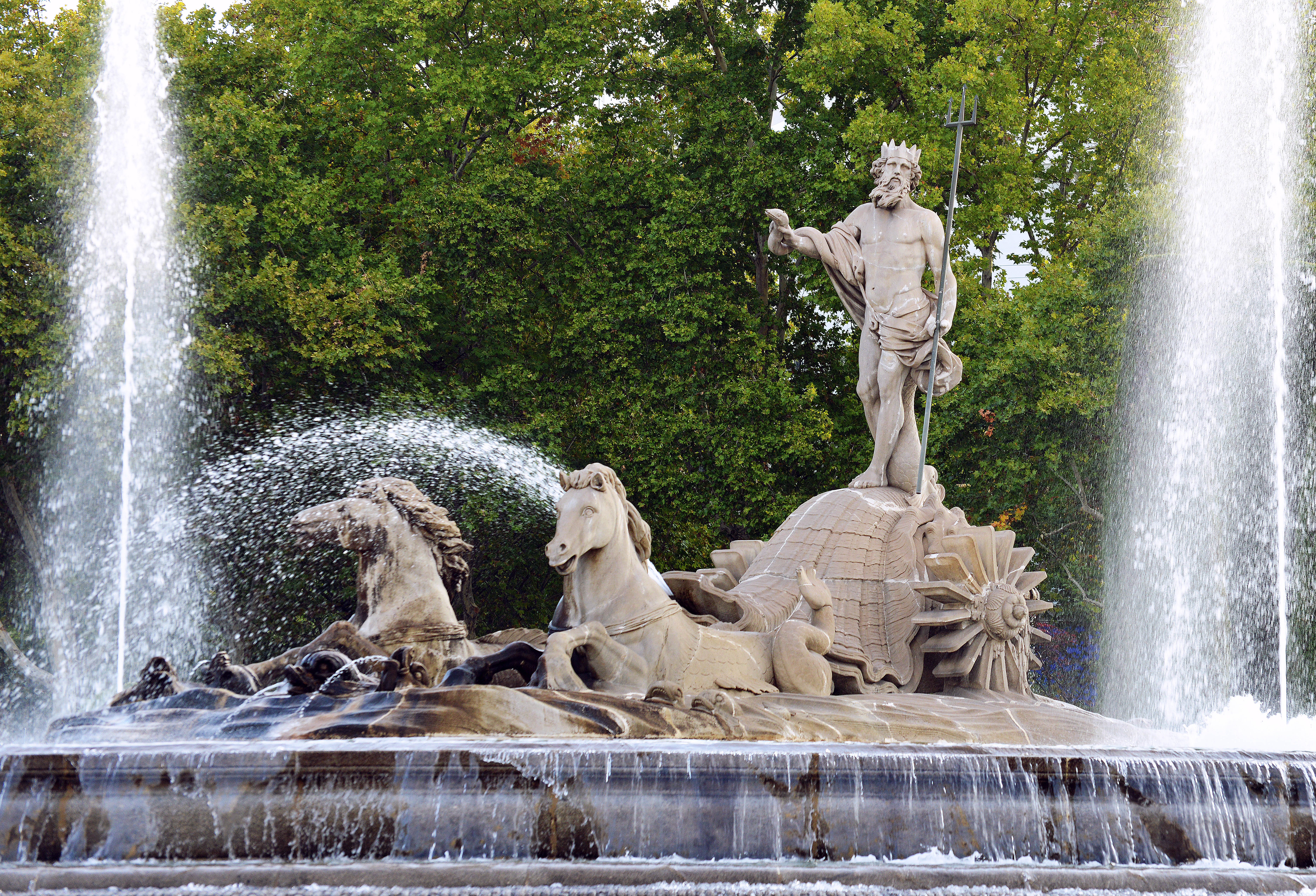
Фонтан Нептуна
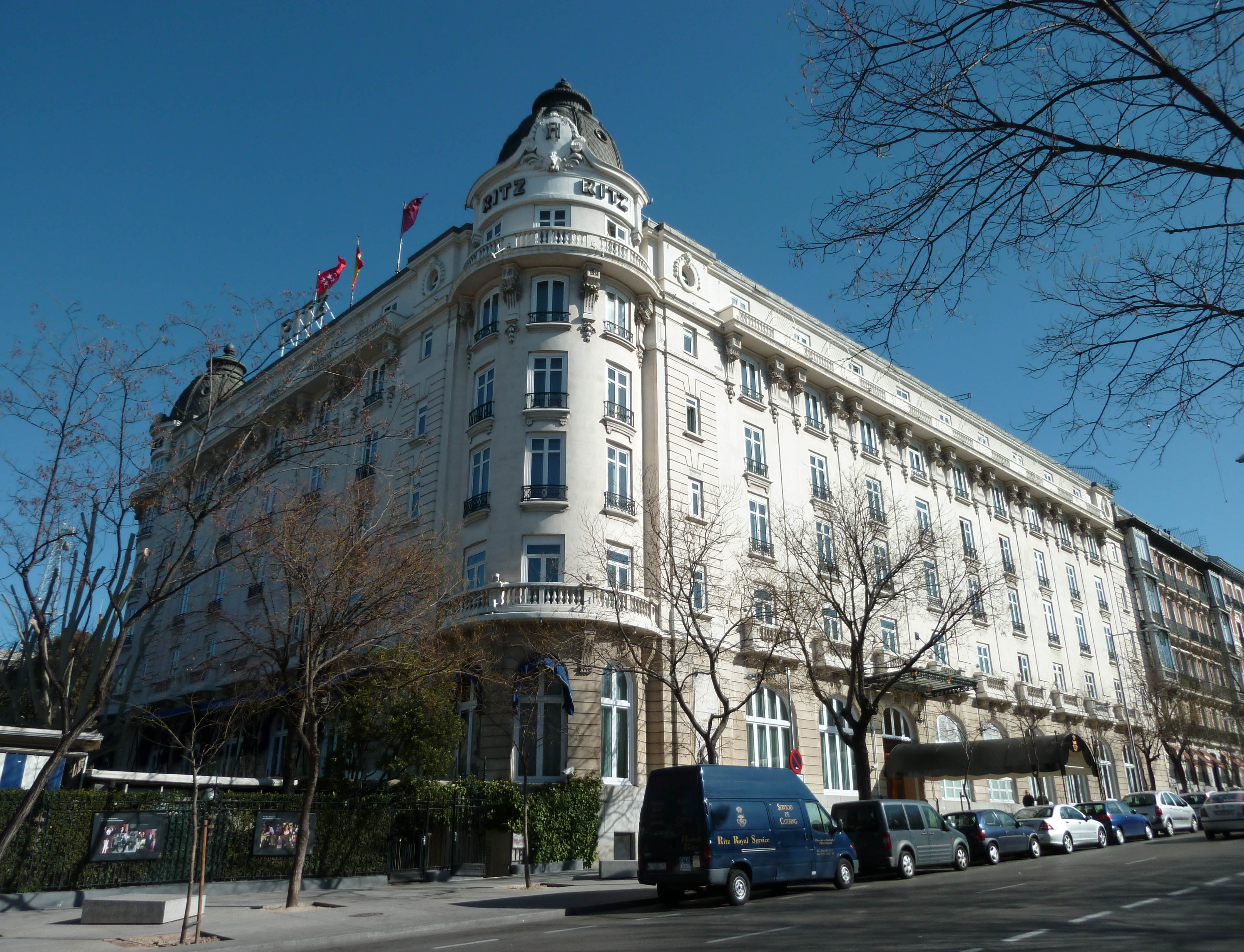
Отель «Риц» на площади Пласа-де-ла-Леальтад
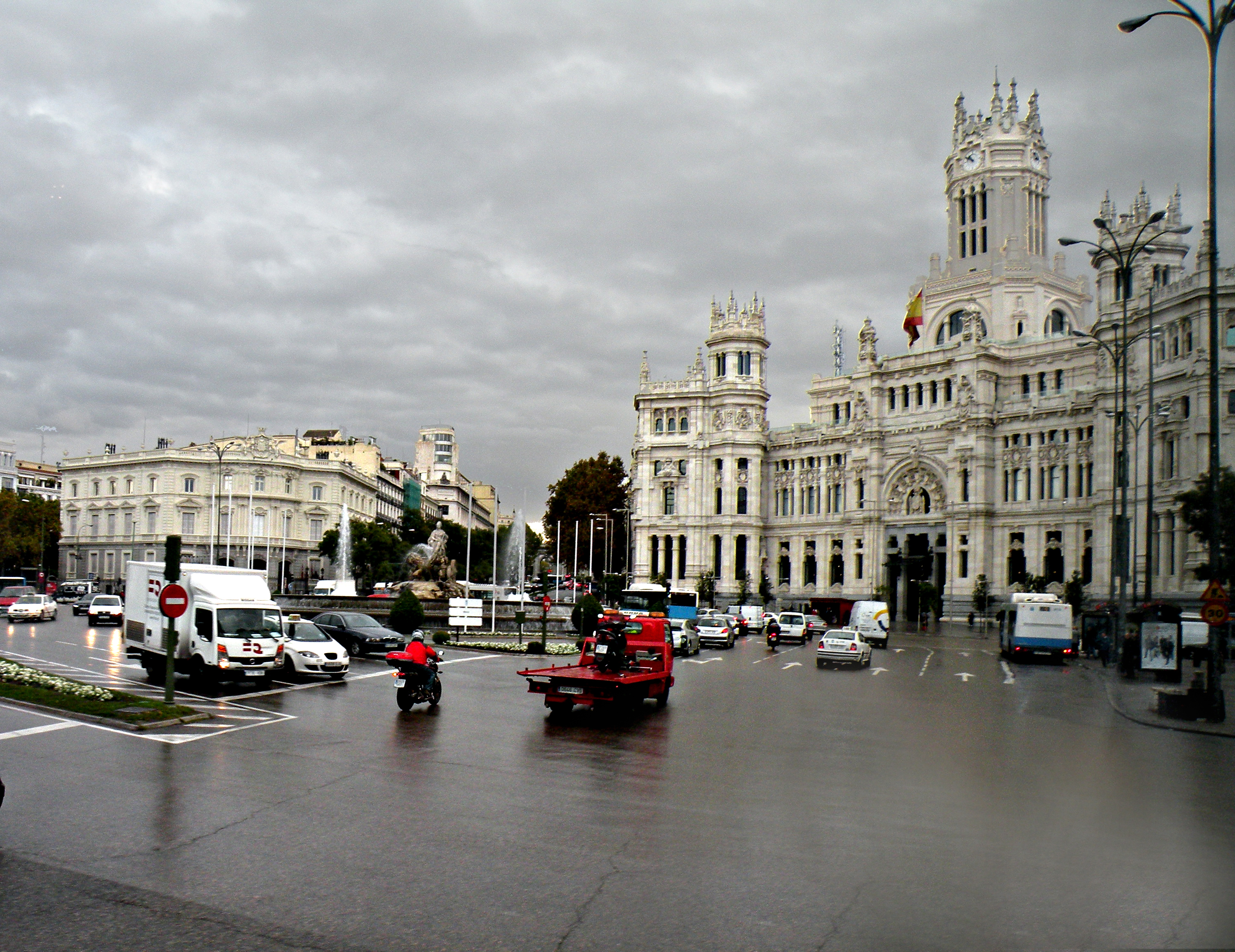
Площадь и Дворец связи в дождь

### Королевский дворец
После пожара 1734 года, полностью уничтожившего предыдущий дворец (стоявший на месте арабского замка), было решено построить новое здание, подобное Версалю. Строительство началось под руководством итальянского архитектора Филиппо Юварры, а после его смерти продолжилось Джованни Батистой Сакетти, а позднее — Сабатини и Вентурой. Строительство продолжалось с 1738 по 1764 год. Первым королём, поселившимся во дворце, был Карл III.
В настоящее время королевская семья не проживает во дворце, который используется для протокольных мероприятий. Так, в 1991 году во дворце состоялась Мадридская конференция по Ближнему Востоку.
Значительная часть дворца выделена под музей. Следует отметить тронный и праздничный залы, а также богатейшую коллекцию живописи, включающую работы таких мастеров, как Эль Греко, Веласкес, Босх, Гойя.
Около дворца находятся два парка — сады Сабатини и Кампо дель Моро («Мавританский лагерь»).

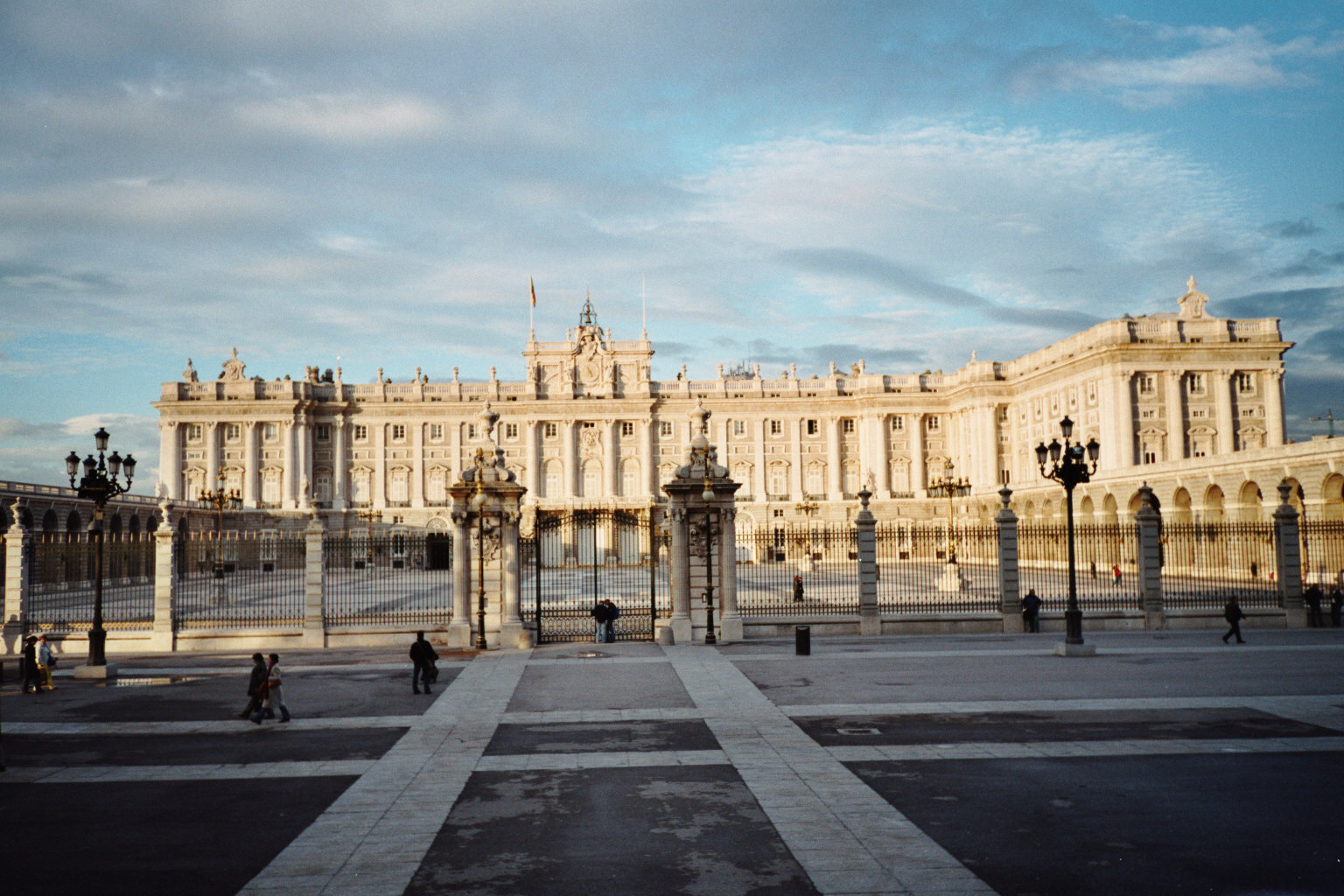
Королевский дворец
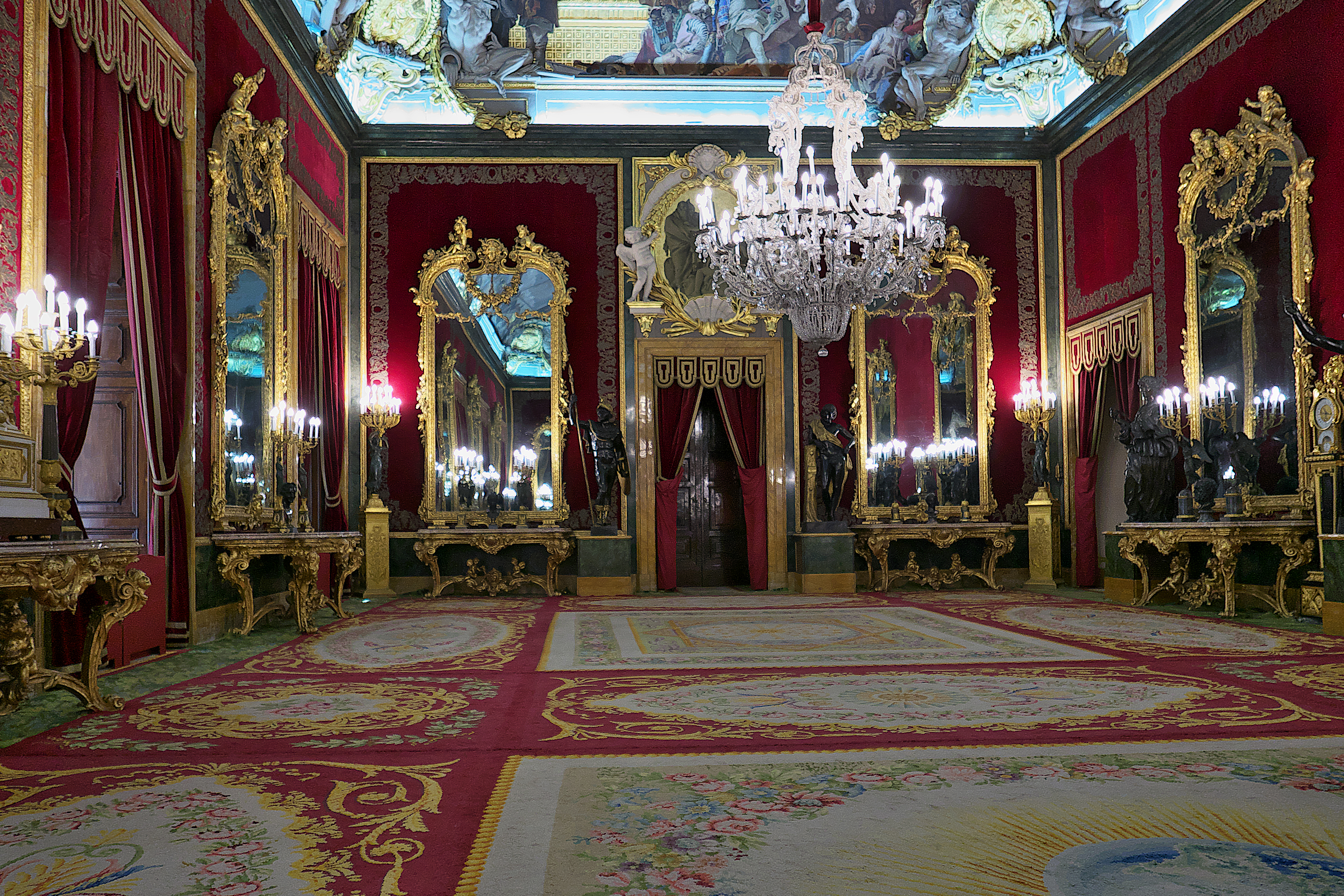
Королевский дворец. Тронный зал
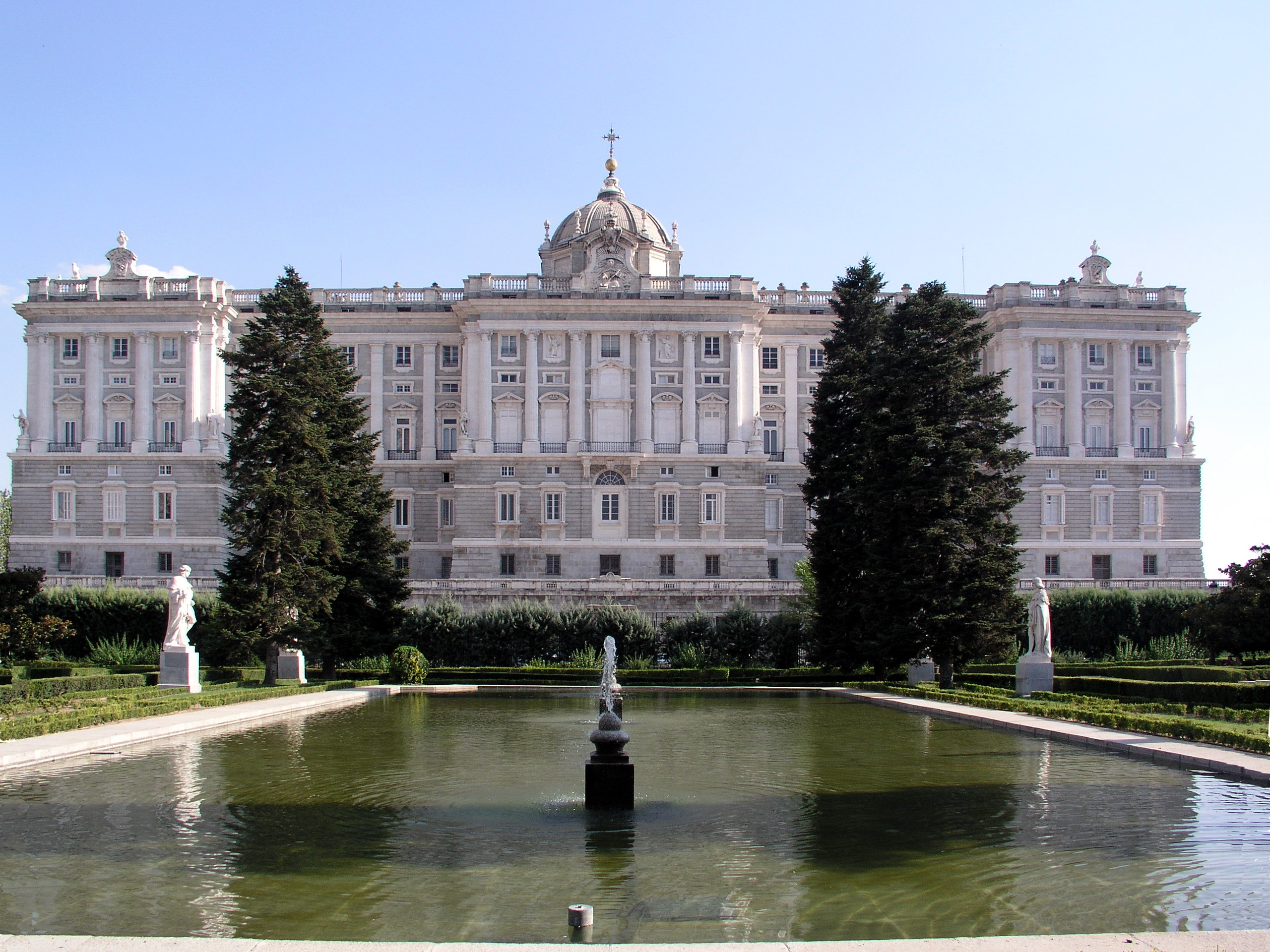
Королевский дворец и сады Сабатини
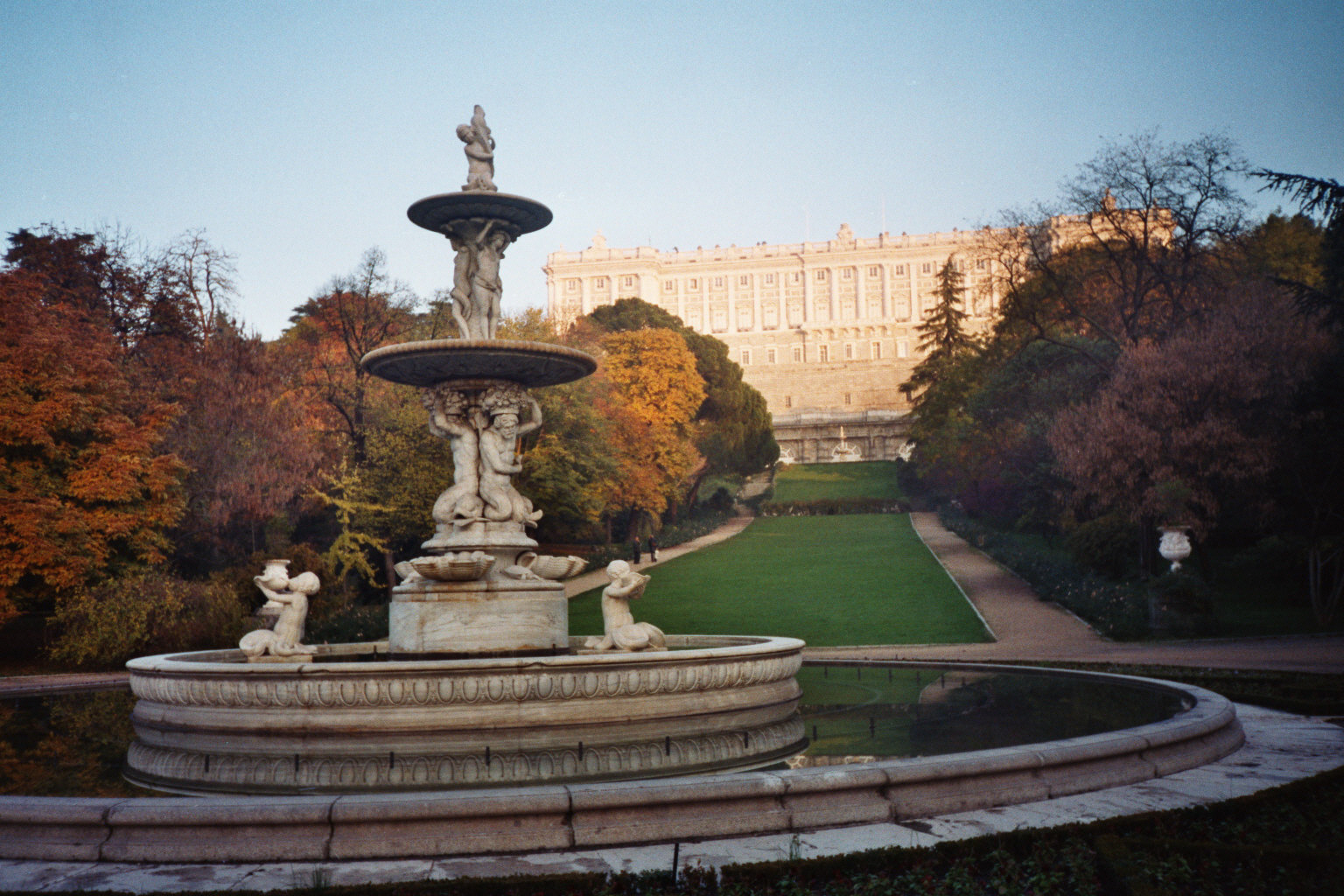
Королевский дворец. Парк Кампо дель Моро

### Восточная площадь
Площадь возникла в начале XIX века с восточной стороны от королевского дворца. Площадь начал строить Жозеф Бонапарт (1808—1813 гг.). Ансамбль площади был завершён во время правления Изабеллы II. Королева перенесла в центр площади конную скульптуру короля Филиппа IV работы скульптора Пьетро Такка. Скульптура была создана в 1640 году на основании портрета короля работы Веласкеса, а расчёты по определению центра тяжести лошади, опирающейся только на задние ноги, были сделаны Галилео Галилеем. На площади разбит сквер со скульптурами из известняка, изображающими королей первых испанских государств, существовавших на Иберийском полуострове в разное время. В восточной части площади расположено здание оперного театра (исп. Teatro Real), построенного в 1850 году, в период правления Изабеллы II, по проекту Антонио Лопеса Агуадо. В эпоху правления Франко — место многотысячных демонстраций.

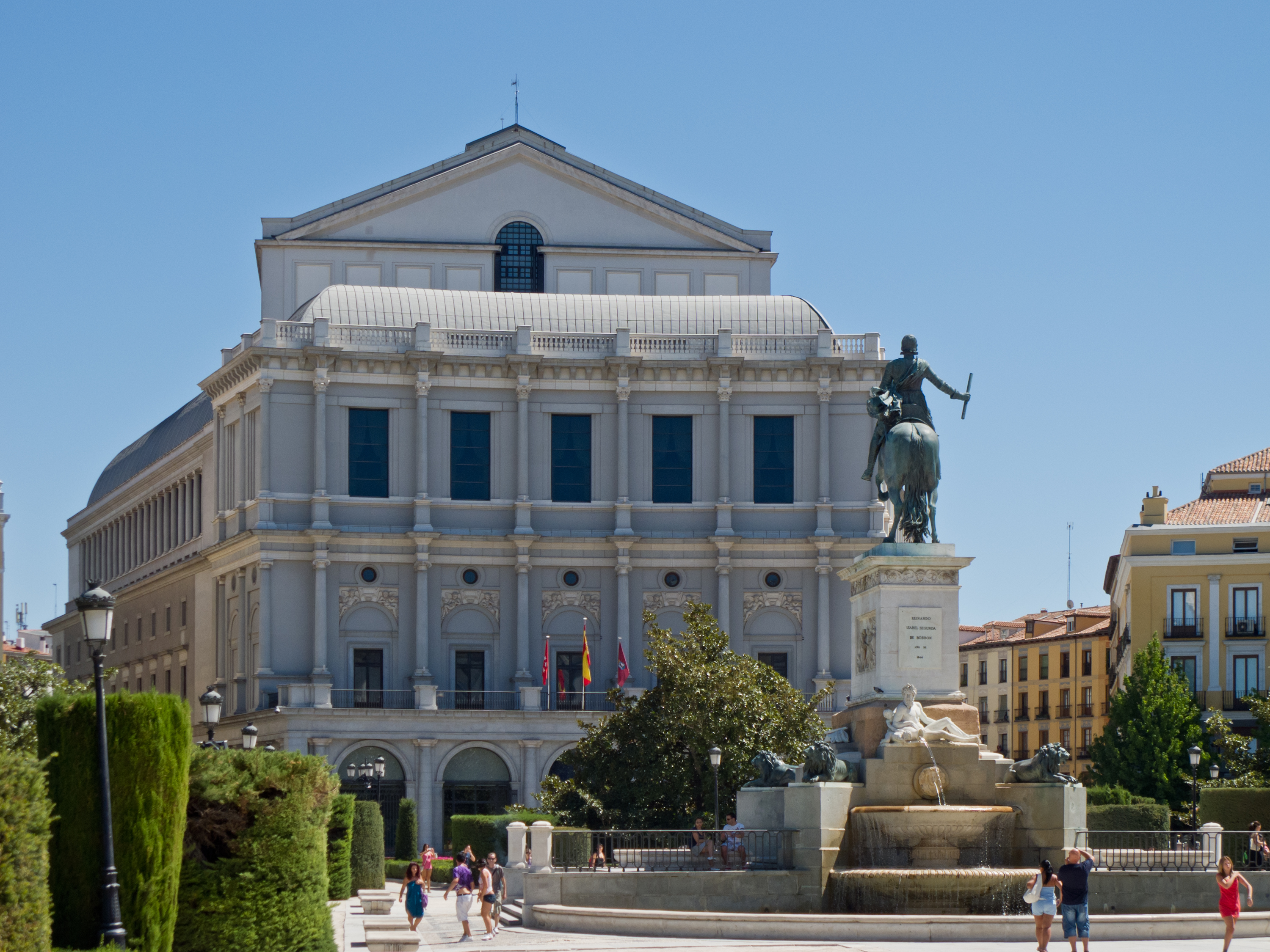
Оперный театр на Пласа де Ориенте
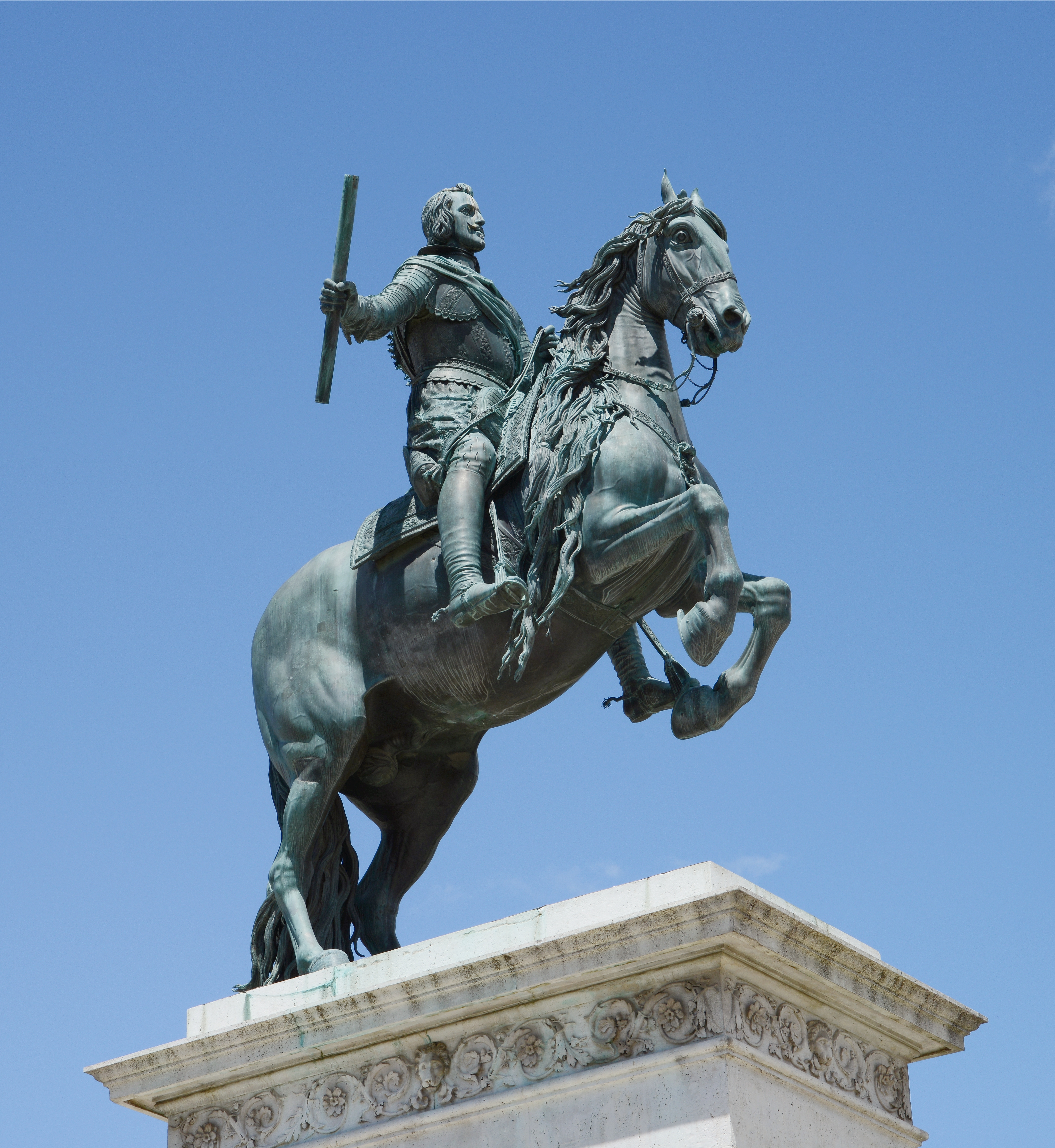
Памятник Филиппу IV на Пласа де Ориенте
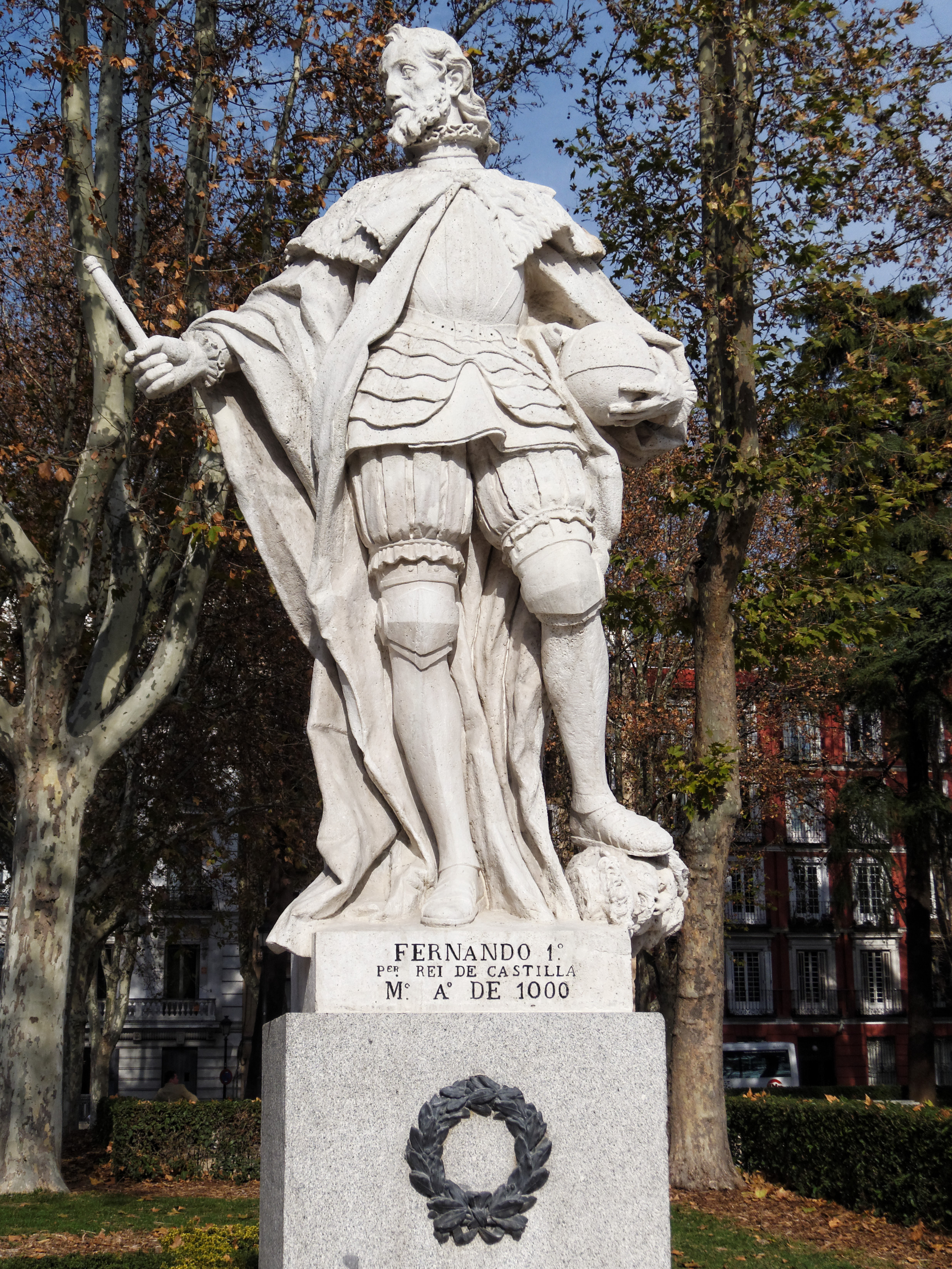
Скульптура короля Фердинанда I Кастильского в сквере на Пласа де Ориенте

### Монастырь Энкарнасьон
Основан в 1611 году королевой Маргаритой Австрийской, женой Филиппа III. Архитекторы монастыря — Хуан Гомес де ла Мора и преподобный Альберто де ла Мадре де Диос, подражавшие фасаду церкви Сан-Хосе в Авиле. Здание построено в стиле эрререско, в традициях мадридского барокко из кирпича и камня. Монастырская церковь была отреставрирована Вентурой Родригесом. Главный алтарь из мрамора украшен картиной «Благовещение» Висенте Кардуччо и фигурами Св. Августина и Св. Моники работы ученика Грегорио Фернандеса. Картины боковых алтарей — также кисти Висенте Кардуччо, а фрески — творение Захария Гонсалеса Веласкеса, художника XVIII века. Внутри монастыря интересны портреты членов королевской семьи династии Габсбургов, а также картины кисти Кахеса, Кардуччо, Романа, Карреньо, Риберы, Бартоломе Гонсалеса и скульптуры Грегорио Фернандеса. Интересны также клуатр с алтарями из керамики Талаверы, хоры со скульптурами Бузоне, Перрониса, Кармона|Кармоны и прежде всего Реликварий (хранилище реликвий) с потолком, расписанным в XVII веке Висенте Кардуччо.

### Кафедральный собор Санта-Мария-ла-Реаль-де-ла-Альмудена
Собор Санта-Мария-ла-Реаль-де-ла-Альмудена — кафедральный собор. Расположен напротив Оружейной площади Королевского дворца и посвящён Богородице Альмудене. 4 апреля 1884 года Альфонс XII заложил первый камень будущего собора, который должен был стать усыпальницей его первой жены и кузины Марии де лас Мерседес Орлеанской и Бурбон, скончавшейся от туберкулёза спустя полгода после свадьбы. Первоначальный проект в неоготическом стиле был создан маркизом Франсиско де Кубасом. В 1911 году была открыта для культа усыпальница в неороманском стиле, довольно тёмная, в которой собирались похоронить Марию де Лас Мерседес. В её капеллах есть важные захоронения XIX века, а в левом крыле трансепта — очень интересная роспись, сделанная на гипсе в XVI веке: «Непорочная с флер де лис». Проект маркиза де Кубаса был изменён в 1944 году архитекторами Карлом Сидро и Фернандо Чуэка-Гойтия. Строительство собора было закончено в 1993 году. Его освящение папой Иоанном-Павлом II состоялось 15 июня 1993 года. В мае 2004 года в этом храме проходило венчание наследного принца Фелипе и телеведущей Летисии Ортис.

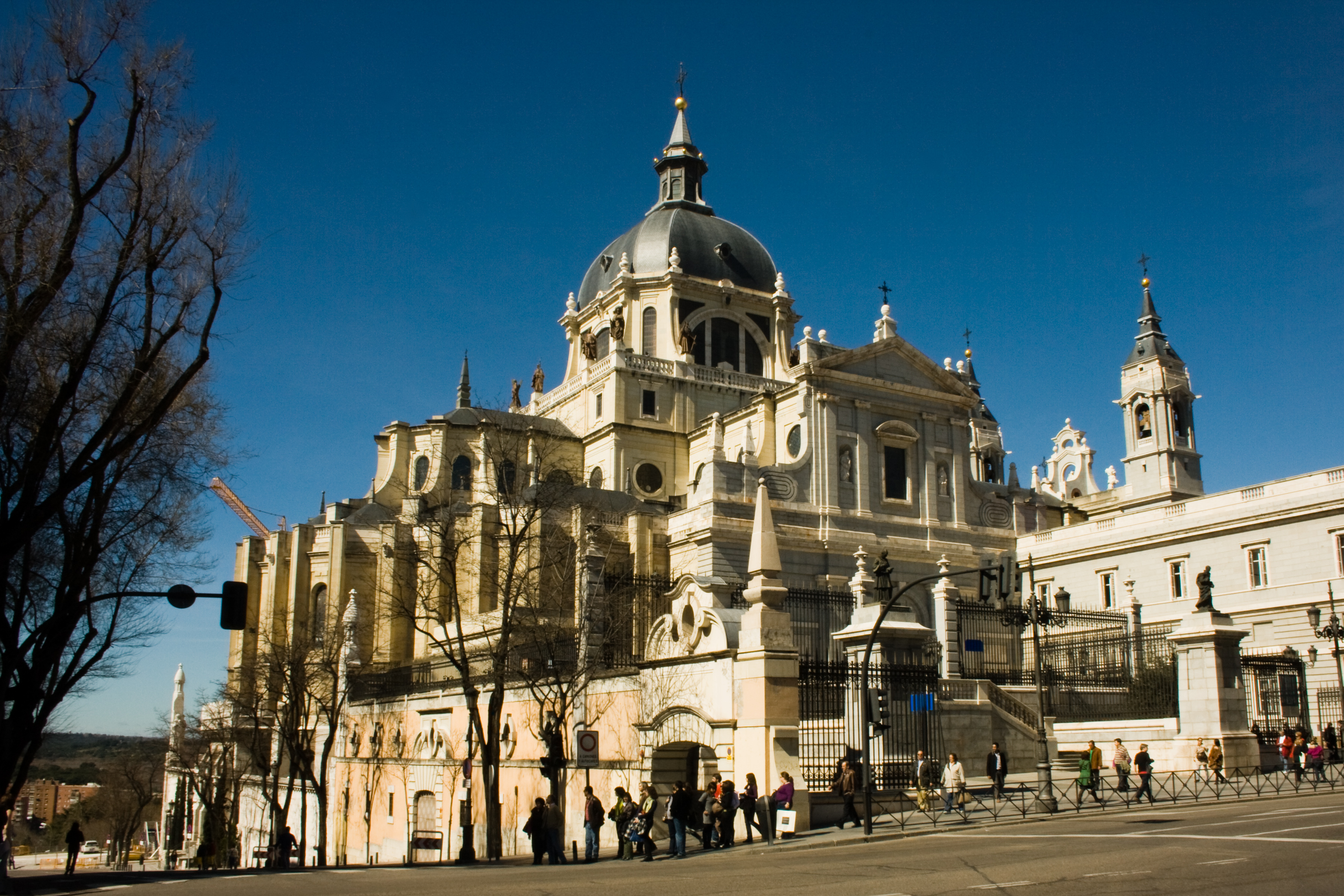
Собор Альмудена
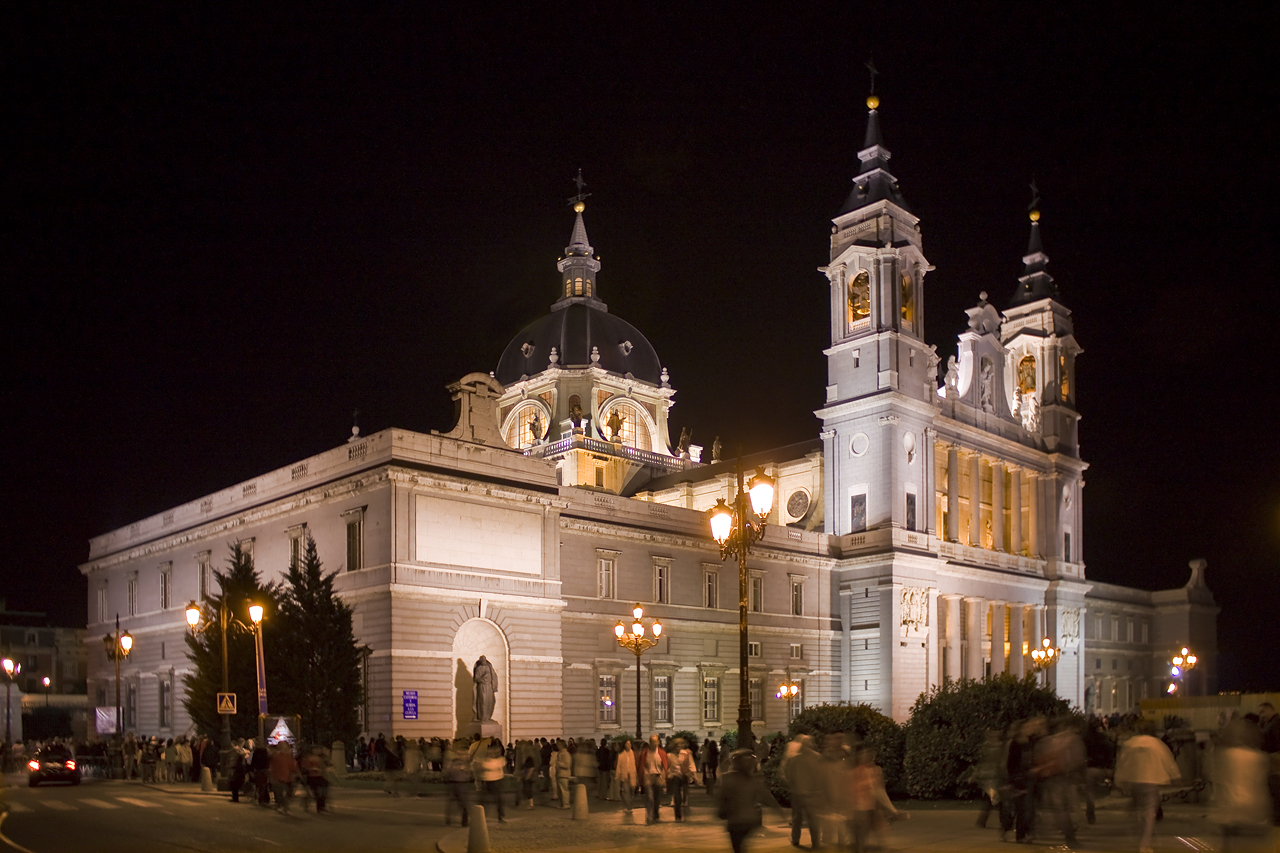
Собор Альмудена в ночном освещении
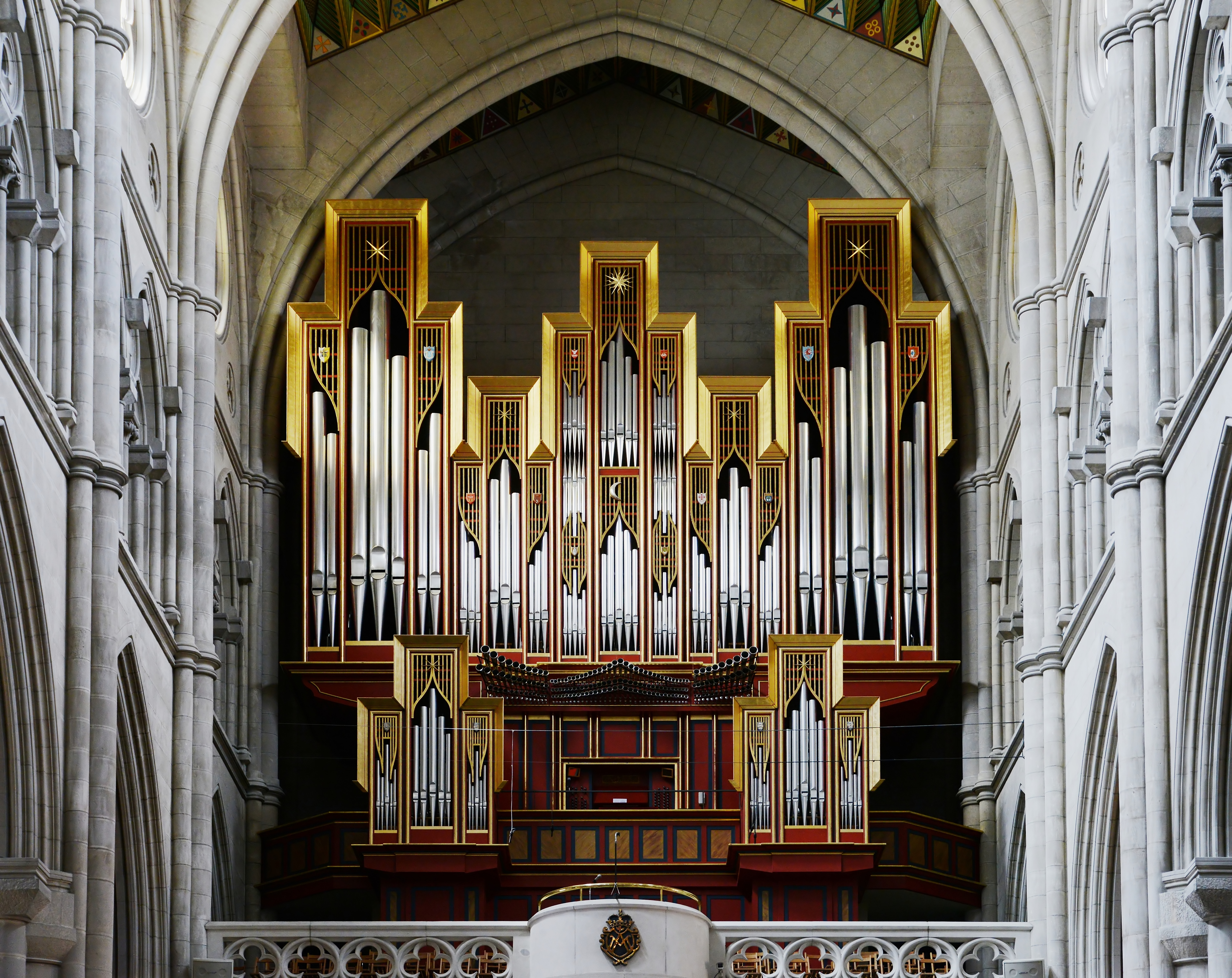
Интерьер собора Альмудена

### Площадь Испании
Площадь Испании находится вблизи королевского дворца. Система туннелей и дорожных развязок около площади Испании обеспечила пешеходную зону на Восточной площади и уменьшила загрузку магистралей. Центральную часть ансамбля площади занимает памятник Сервантесу, открытый к 300-летию со дня смерти писателя в 1915 году скульпторами Теодоро Анасагасти и Маттео Инуррия. На площади выделяются два высотных здания: первый блочный небоскрёб «Мадридская башня» (исп. Torre de Madrid), прозванный «жирафой» (высота — 130 м, 30 этажей) и небоскрёб «Испания», ныне превращенный в гостиницу (высота — 117 м, 26 этажей), напоминающий московские высотные здания (например, гостиницу «Украина»). Оба здания построены в 1940—1950-е годы по проекту архитекторов Отаменди.

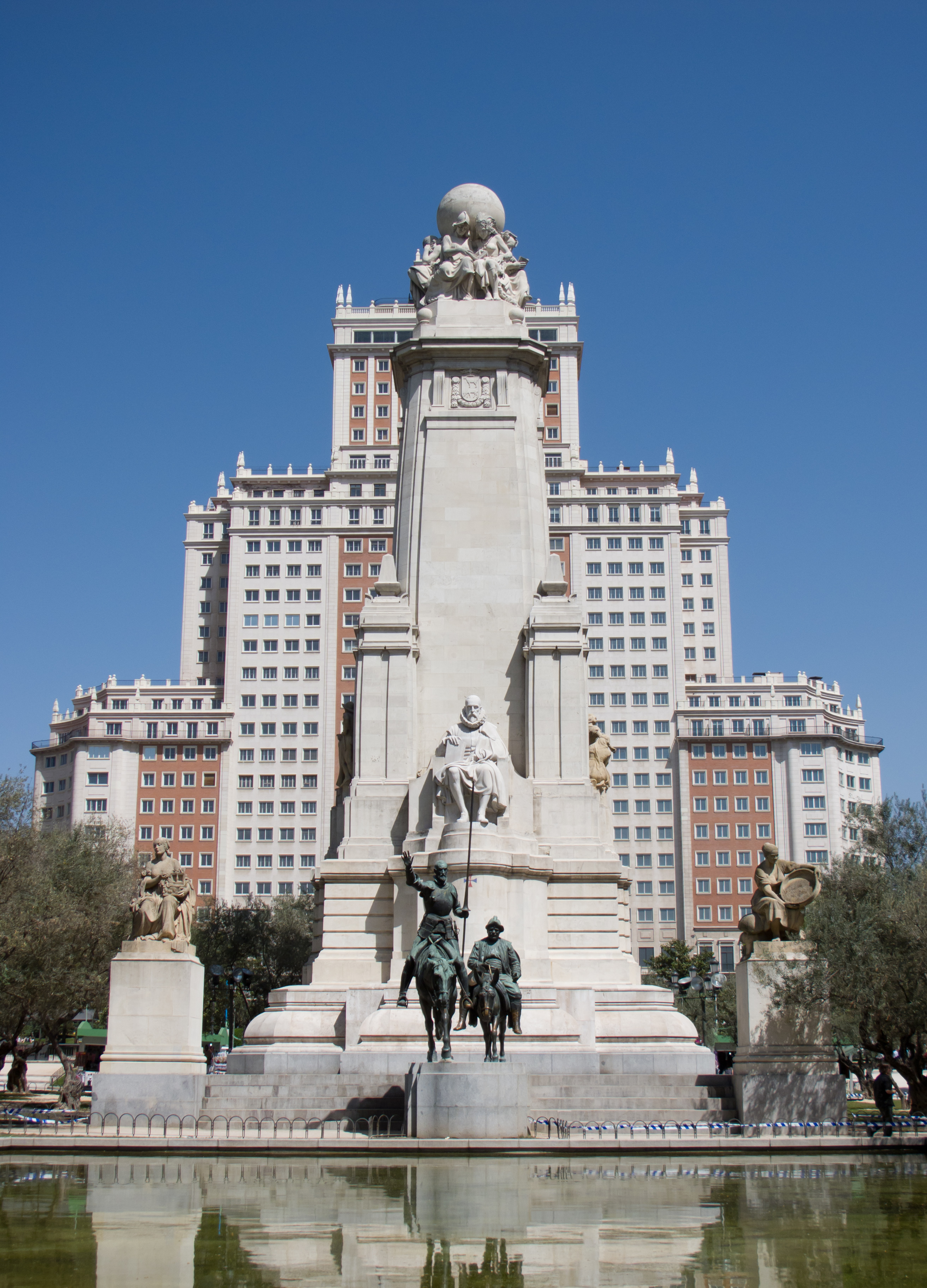
Памятник Сервантесу и небоскрёб «Испания»
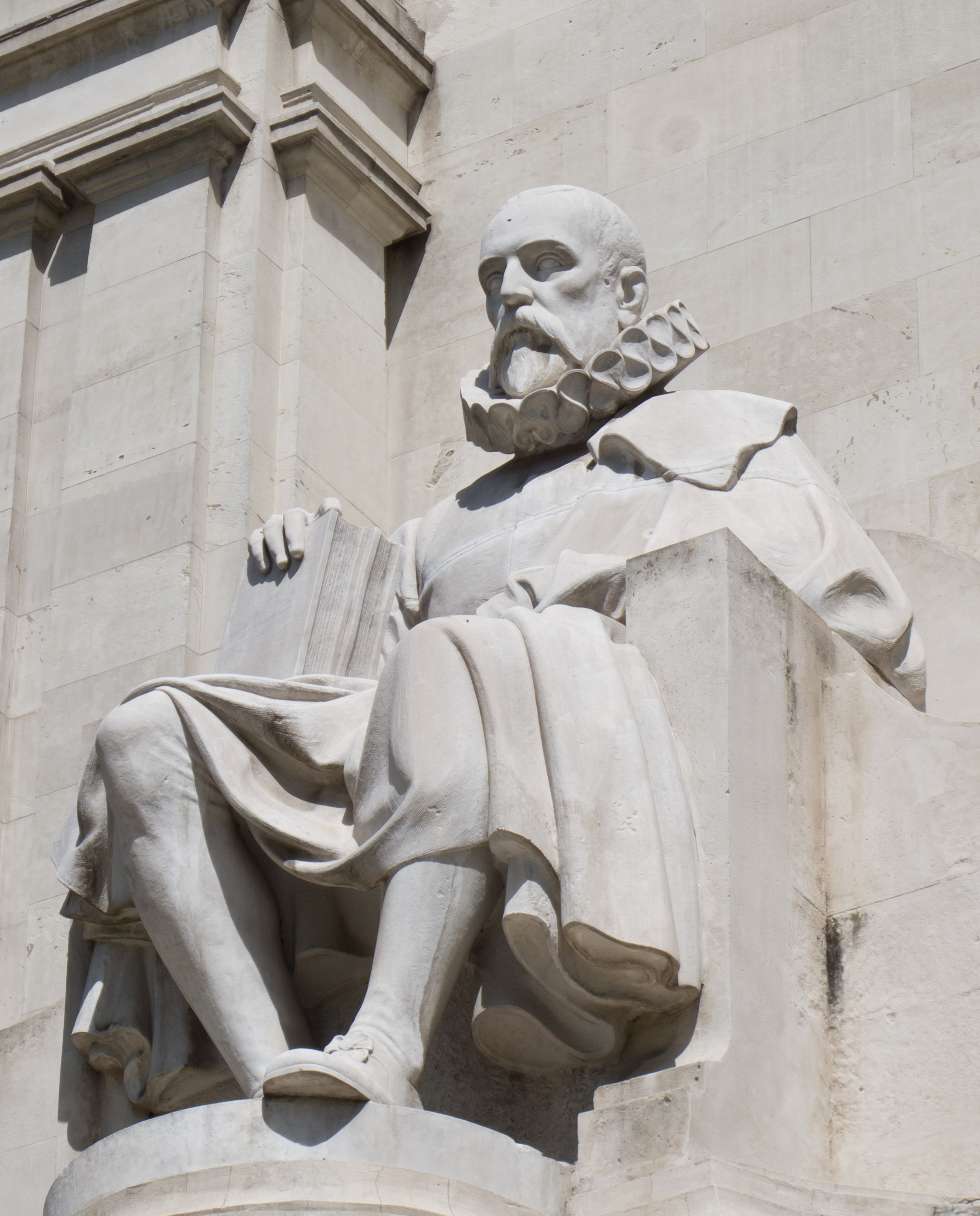
Памятник Сервантесу. Фрагмент
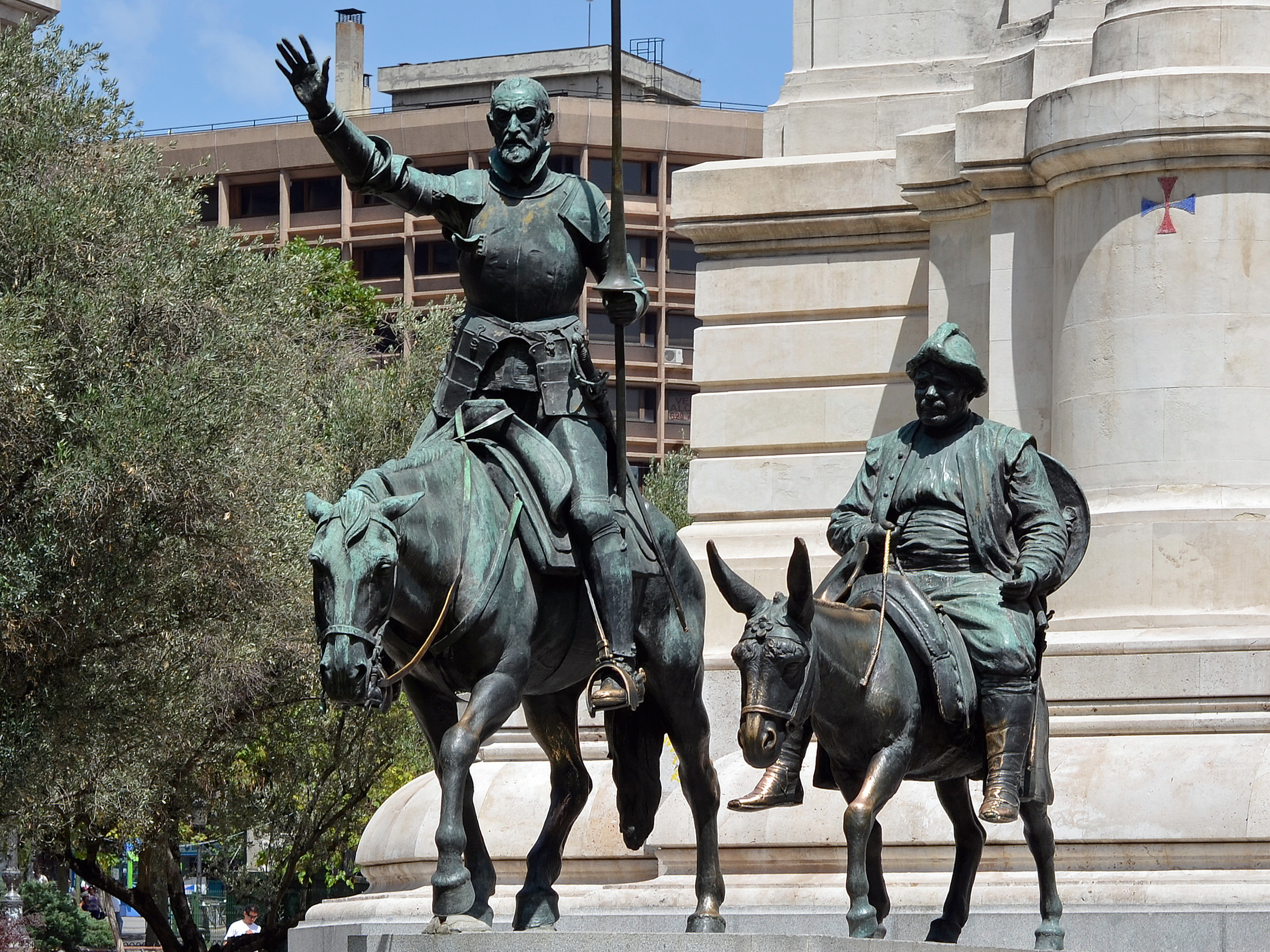
Памятник Дон Кихоту и Санчо Пансе
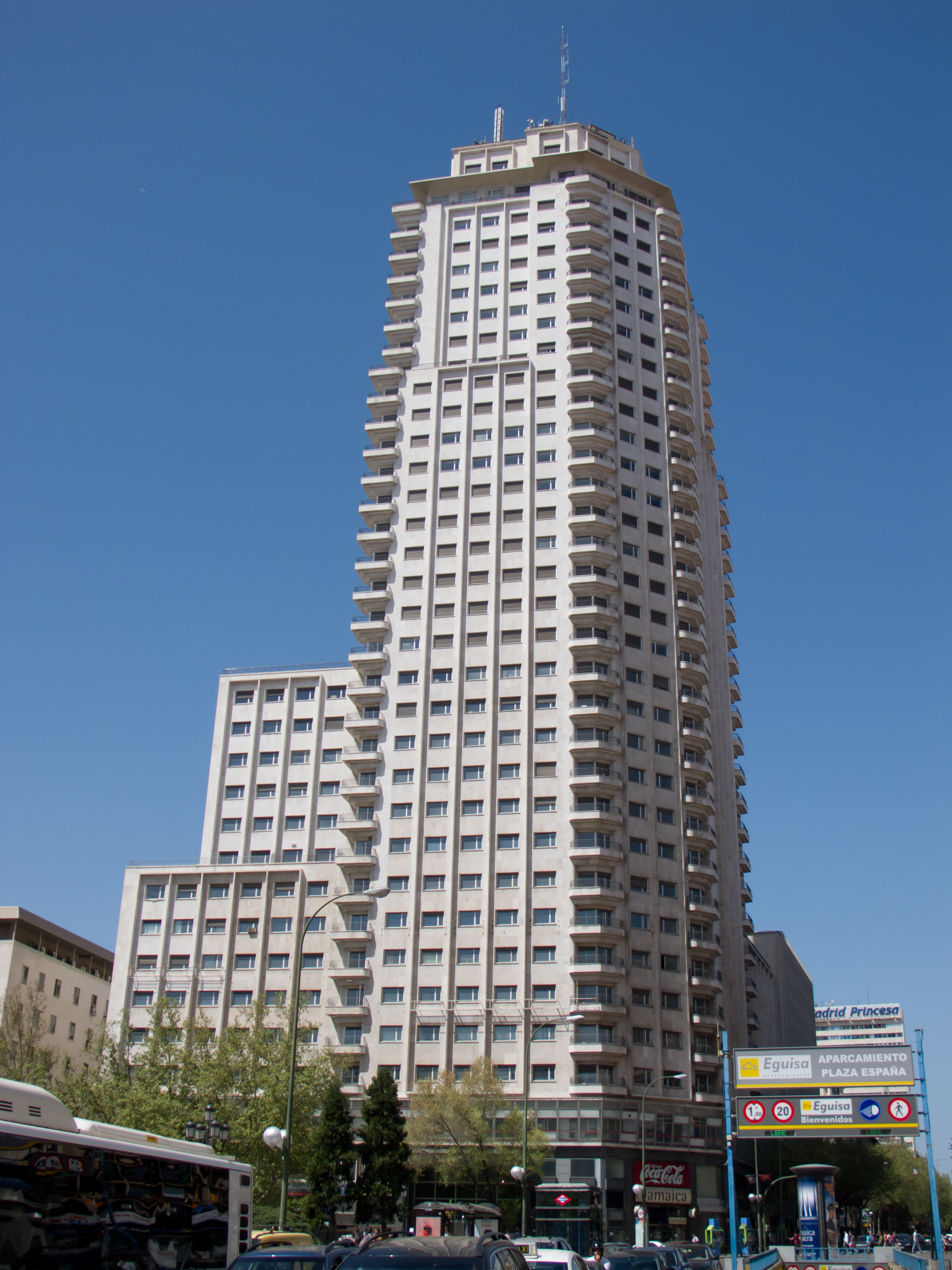
«Мадридская башня»

### Гран-Виа
Улица Гран-Виа (букв. большая дорога) считается главной улицей современного Мадрида. Была заложена в апреле 1910 года.

### Пустынь Святого Антония Флоридского
Часовня построена в 1792—1798 годах по проекту итальянского архитектора-неоклассика Фонтаны. Её фасад состоит из одного корпуса, украшенного пилястрами, установленными на гранитном цоколе. Франсиско Гойя расписал купол и своды фресками, использовав для яркости красок губку. На фреске свода главного алтаря представлено «Поклонение Святой Троице», а на куполе — «Чудо Св. Антония Падуанского», написанная за 4 месяца. На ней представлен Св. Антоний, который, находясь в Италии, оживил убитого для того, чтобы тот предстал перед лиссабонским судом и защитил своего отца от несправедливого обвинения в его убийстве. Персонажи, изображённые Гойей, — жители Мадрида тех времён, мужчины и женщины. Под основанием часовни находится могила с останками гениального арагонского художника, умершего в Бордо в 1828 году. Когда его останки были привезены в Мадрид в 1919 году, обнаружили только тело, голова, как оказалось, была кем-то украдена.
Рядом находится полностью идентичная часовня с копиями фресок Гойи, предназначенная для религиозного культа и построенная после объявления оригинальной постройки памятником истории.

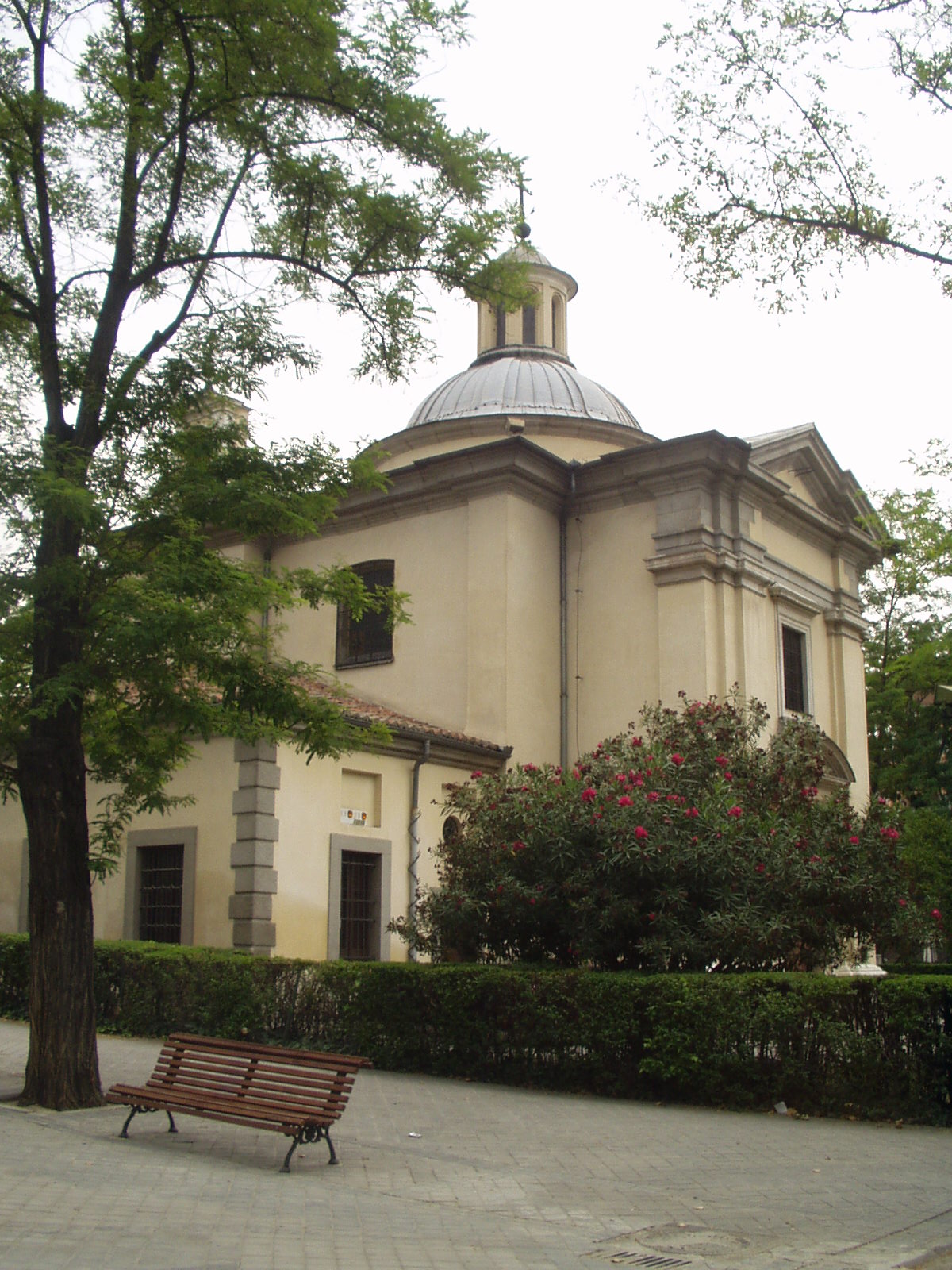
Пустынь Святого Антония Флоридского
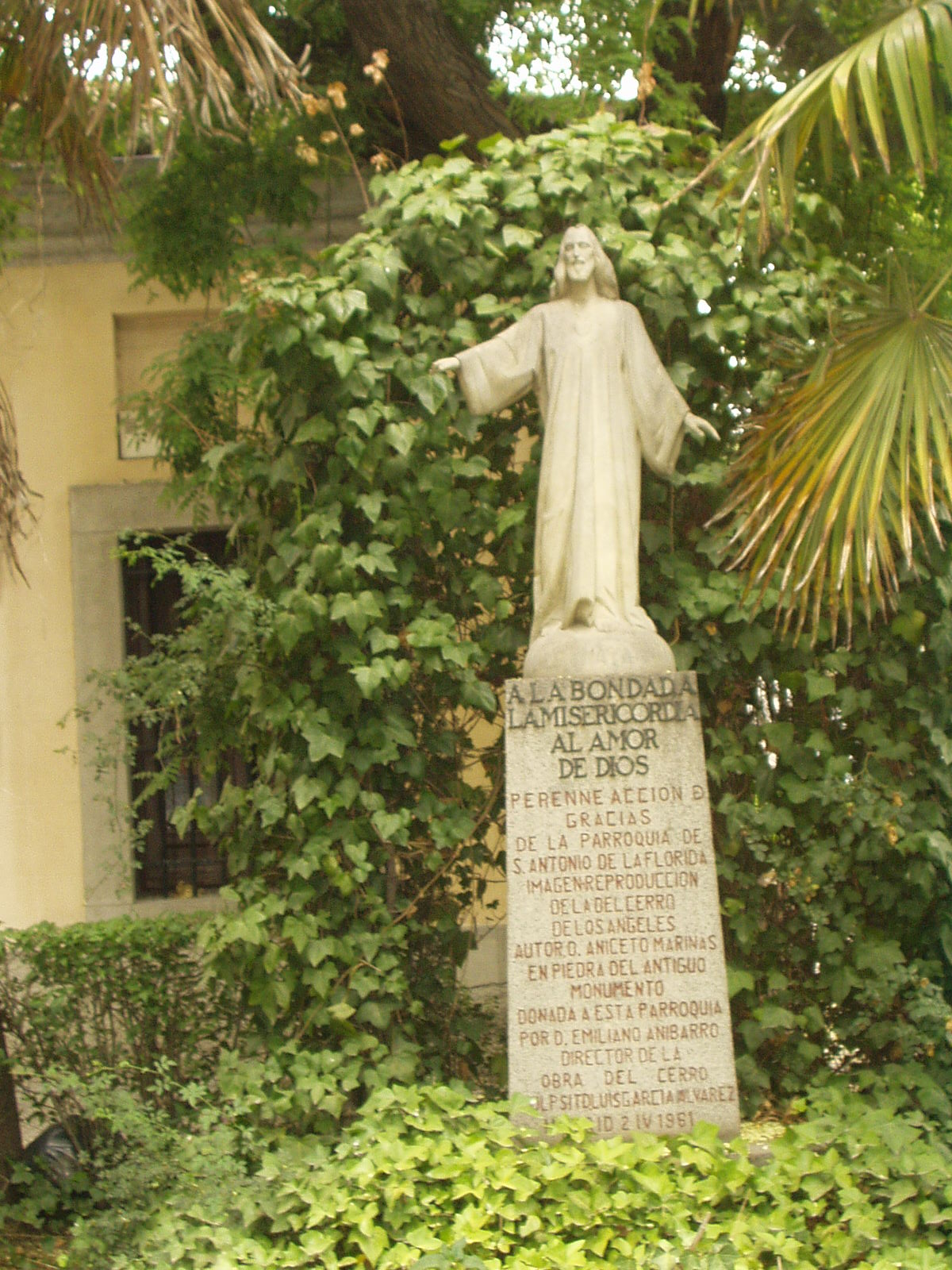
Пустынь Святого Антония Флоридского

### Арена для боя быков «Лас-Вентас»
Арена для корриды в неомавританском стиле («неомудехар»), вмещающая до 23 тыс. зрителей (архитектор Аюсо), расположена в конце улицы Алкала. Она была построена в 1929 году из кирпича, с полукруглыми арками и керамической инкрустацией. Она известна под названием Монументальная, или Вентас. Это самая большая арена для коррид в Испании. Лишь после выступления на этой арене тореро достигают полного признания своего мастерства, а фермы, выращивающие боевых быков, становятся известными, после того, как их питомцы выступят на ней. Корриды проходят на этой арене с марта до конца октября по воскресеньям и праздничным дням, а в мае, в связи с праздниками Св. Исидра, покровителя города, в течение 20 дней, в них участвуют лучшие матадоры. В Мадриде есть ещё одна арена, меньшего размера, на юге города. Перед ареной «Лас-Вентас» установлены памятник погибшим во время корриды матадорам и памятник доктору Александру Флемингу, открывшему пенициллин. Благодаря этому открытию остались в живых многие раненные во время корриды. В здании находится музей корриды, где собраны портреты известных матадоров (Геррите, Гранеро, Хоселито, Бельмонте, Манолете и др.), их оружие, инструменты и костюмы, афиши, а также мумифицированные головы быков.

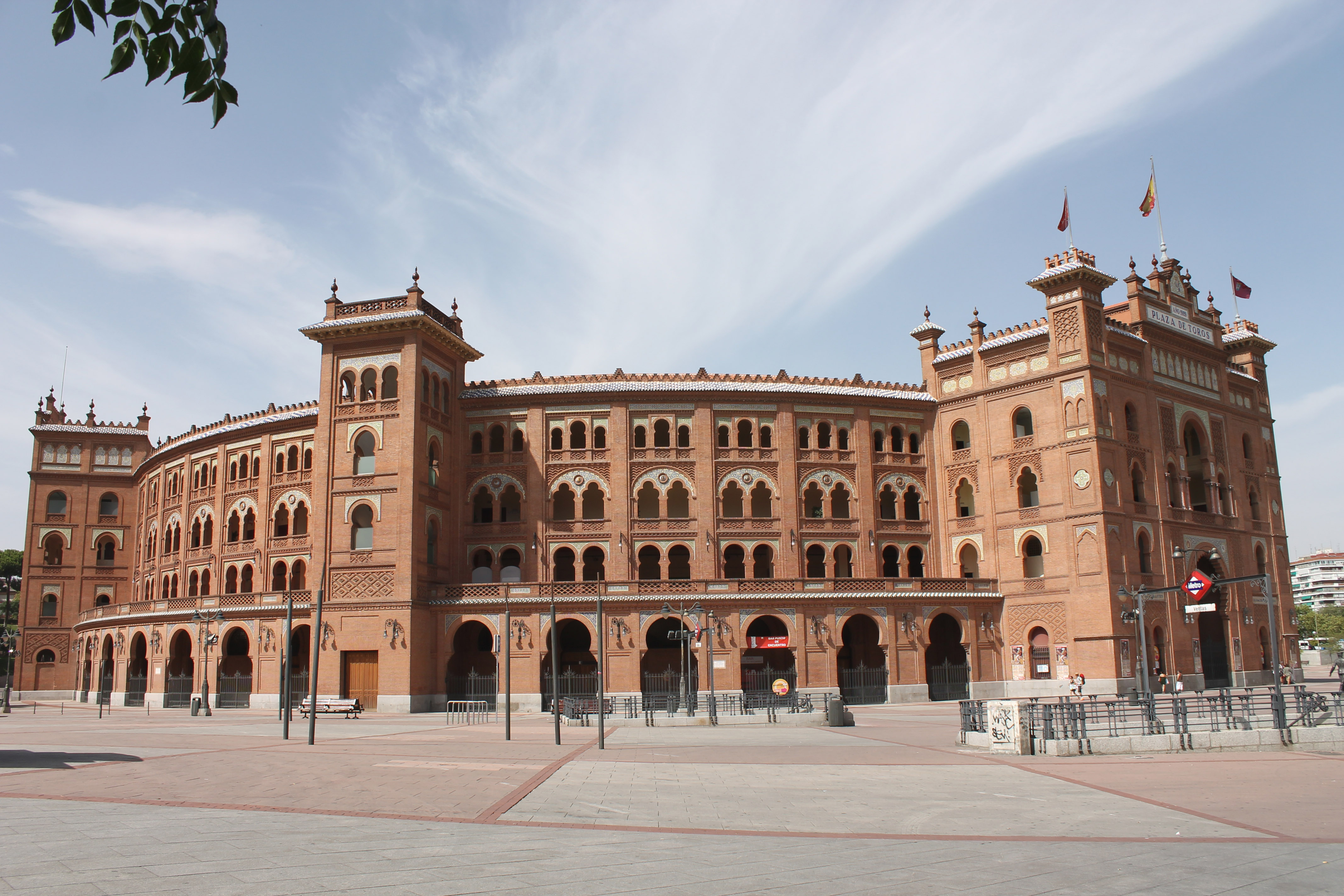
Арена «Лас-Вентас»
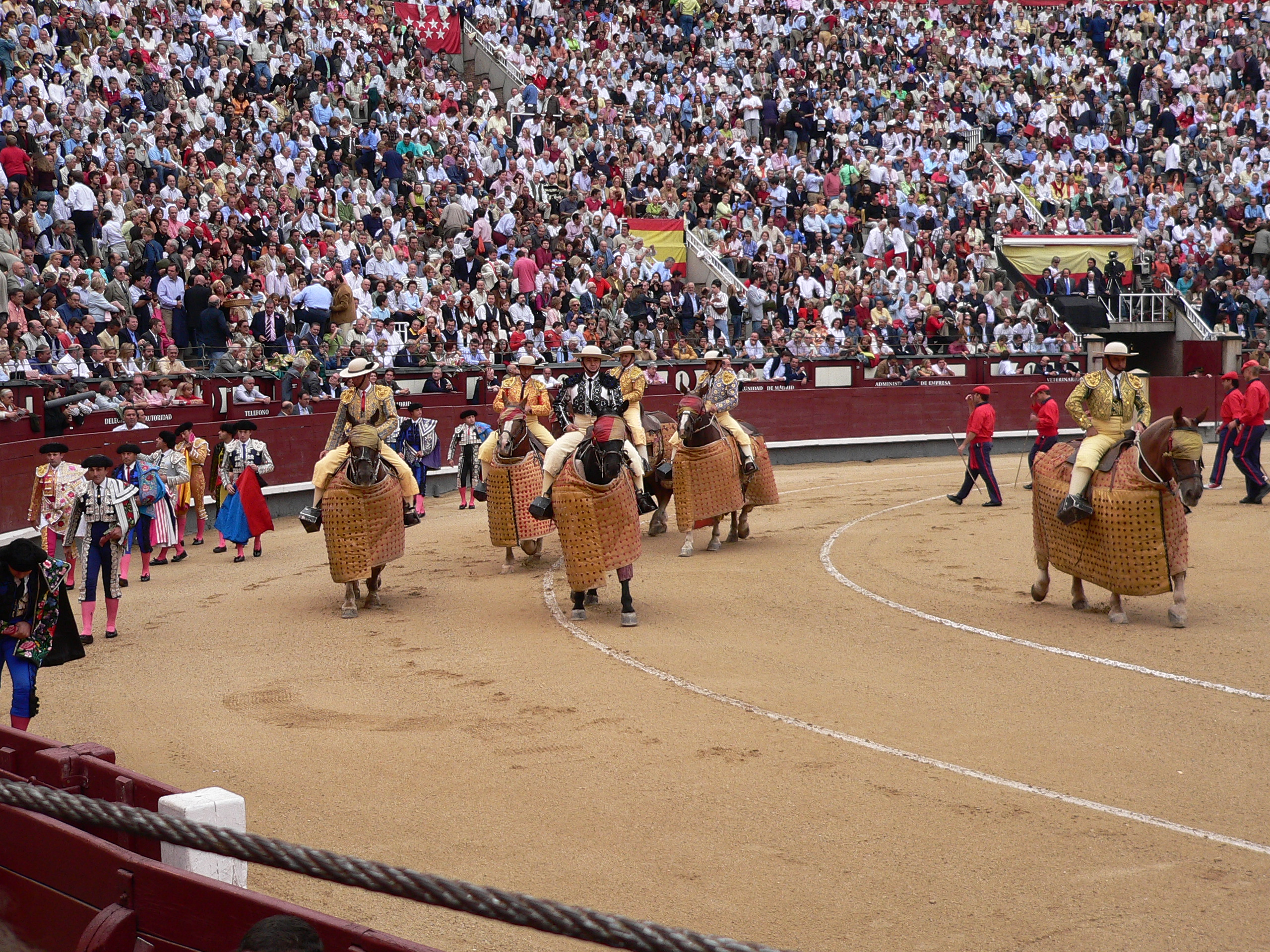
Коррида
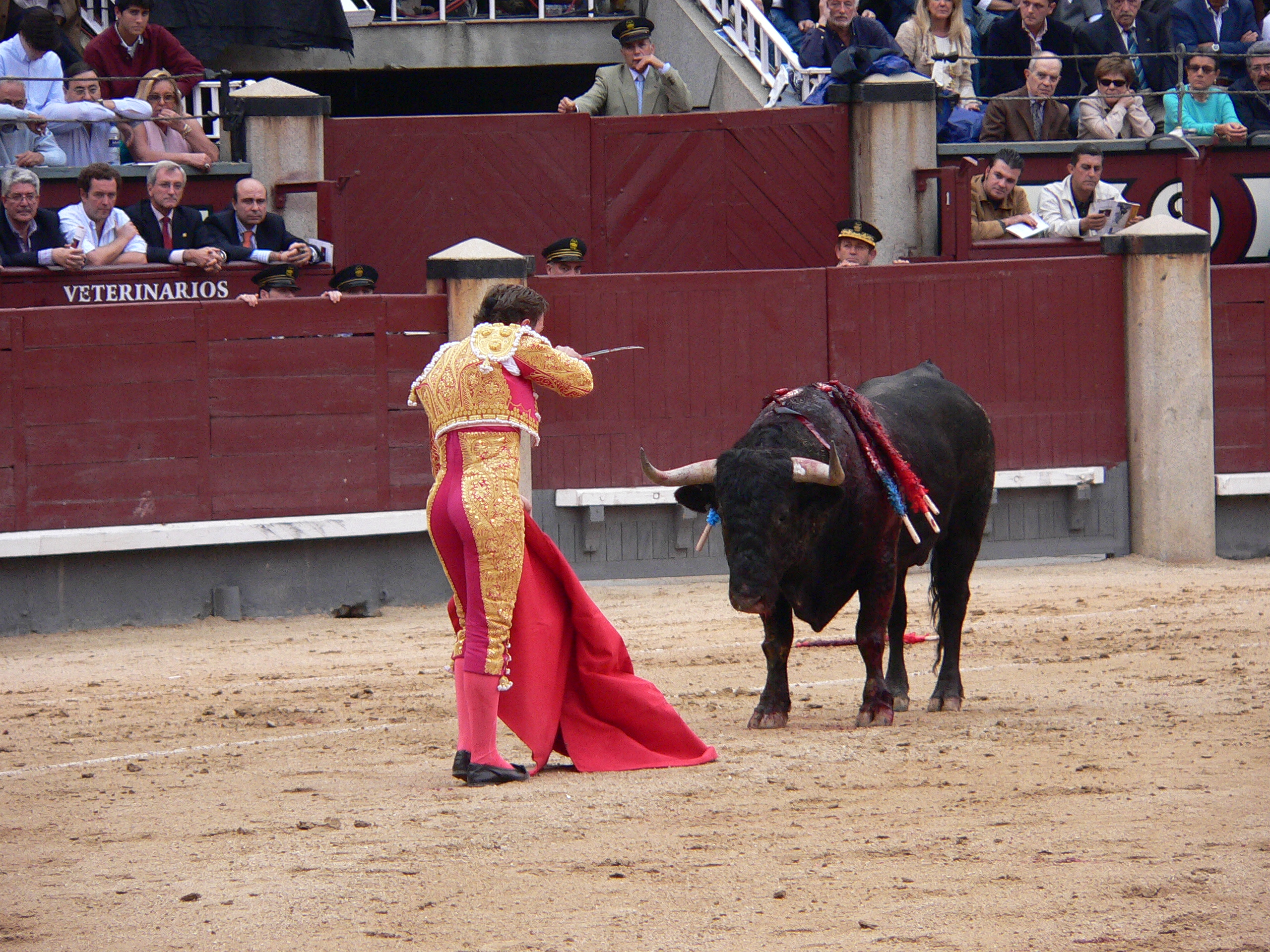
Матадор

### Парк Ретиро
Ретиро — крупнейший (40 га) и известнейший парк города, расположенный между улицей Алкала, проспектом Мендес-и-Пелайо и улицей Альфонса XII. Парк с одноимённым дворцом в прошлом являлся частью резиденции Габсбургов. Ранее на месте парка находилась обитель монахов ордена Св. Иеронима. Филипп IV и его преемники любили уединяться и отдыхать в этом месте. Отсюда и произошло название Буэн-Ретиро (исп. Buen Retiro) — «благое уединение». После постройки королевского дворца при Карле III парковый ансамбль пришёл в упадок. В 1868 году парк был передан под муниципальное управление, после чего стал одним из любимых мест отдыха горожан. В парке находится мемориал короля Альфонса XII, два павильона работы известного архитектора XIX века Веласкеса — Хрустальный дворец из стекла и кирпичный дворец Веласкеса.

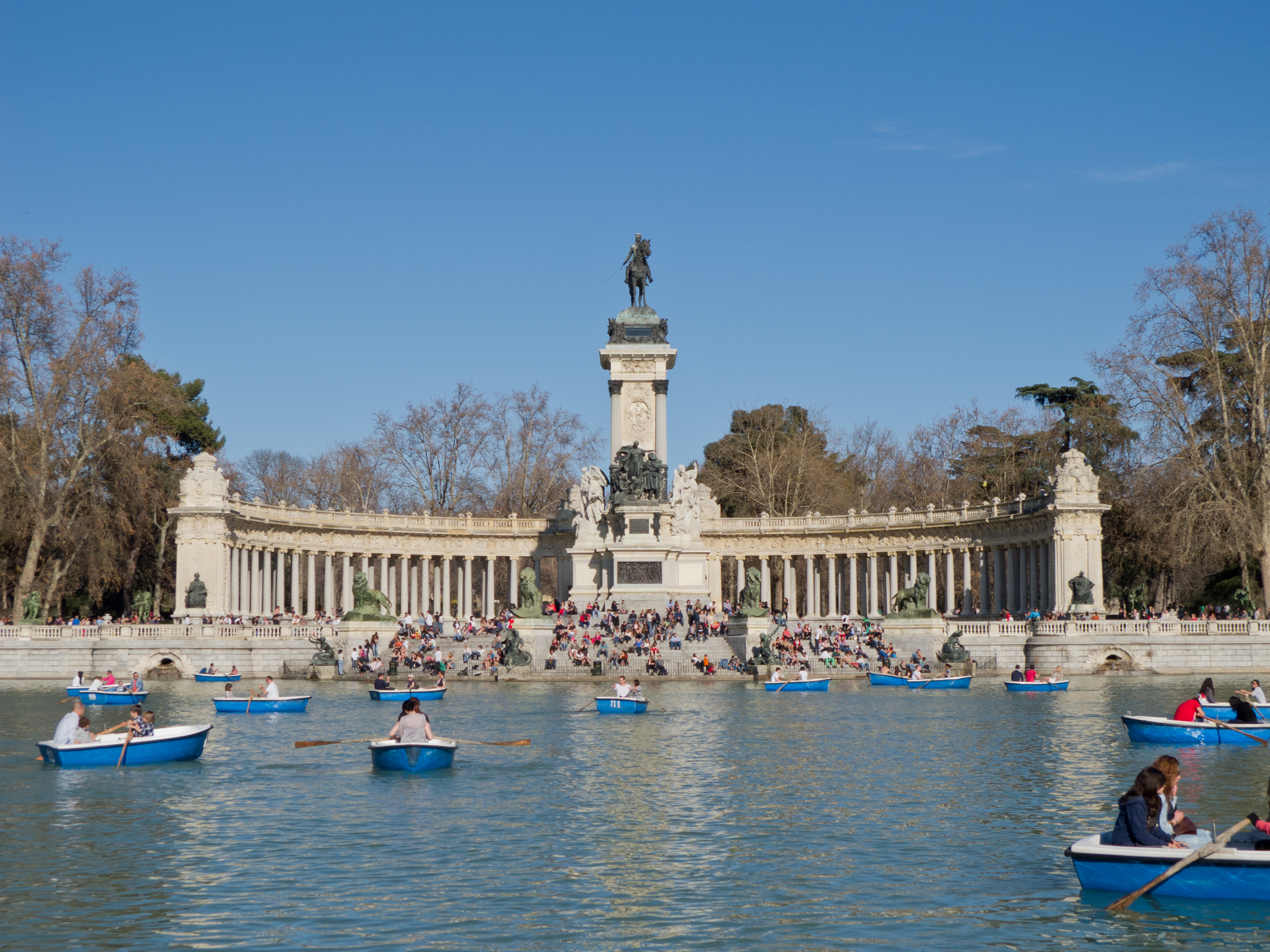
Парк Ретиро. Памятник королю Альфонсо XII
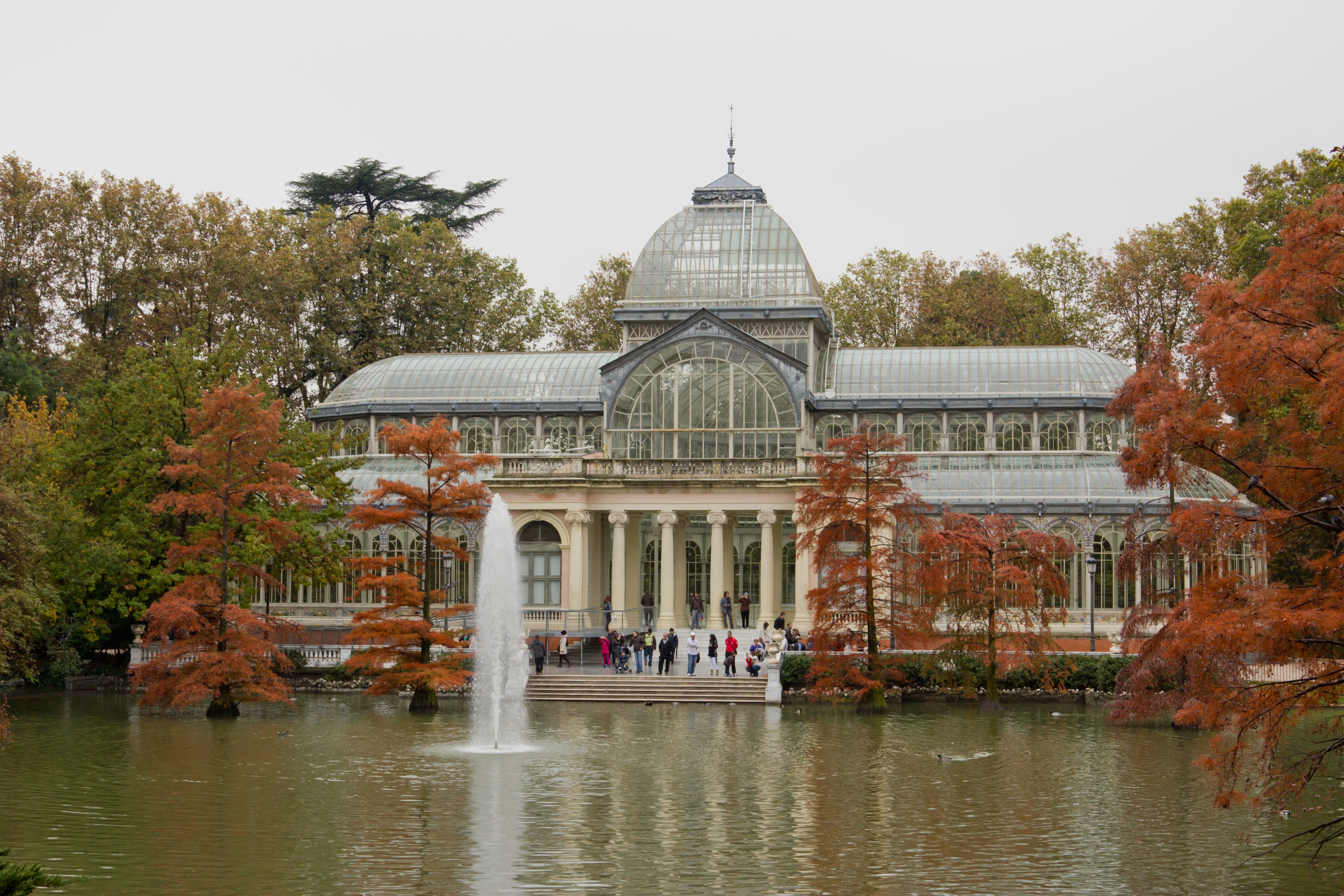
Парк Ретиро. Хрустальный дворец
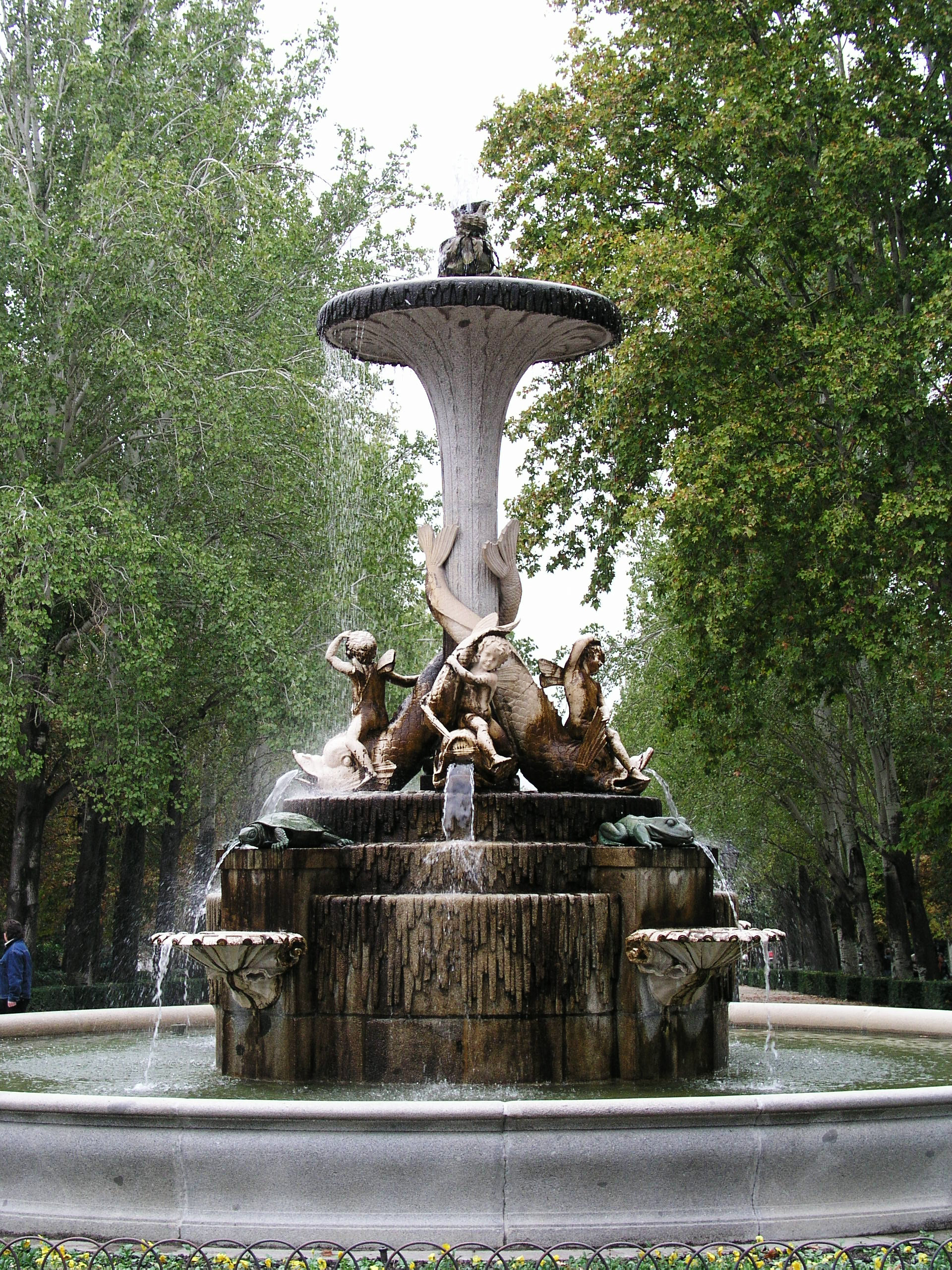
Галапагосский фонтан в парке Ретиро

### Район AZCA
Этот современный финансовый район расположен на проспекте Кастельяна (ранее проспект генералиссимуса Франко) и подобен парижскому району Дефанс. Башня Пикассо высотой 157 м в этом районе стала одним из символов современного Мадрида. Небоскрёб находится на площади Пикассо. Архитектором небоскрёба является Минору Ямасаки — автор зданий Всемирного торгового центра в Нью-Йорке. Самые же высокие здания Мадрида в XXI веке были выстроены не в AZCA, а в новом бизнес-районе «Куатро-Торрес». Построенные там в 2007—2008 годах четыре башни занимают первые четыре строчки в списке самых высоких зданий страны.

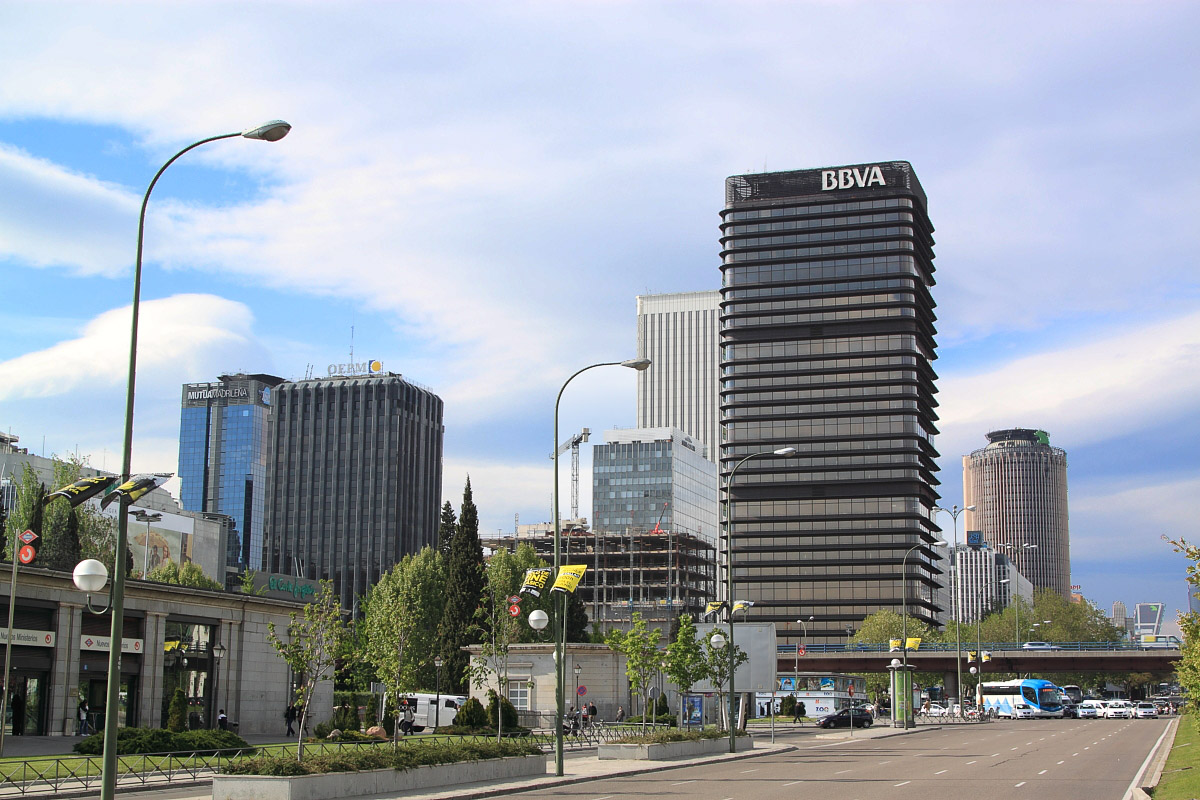
Район AZCA
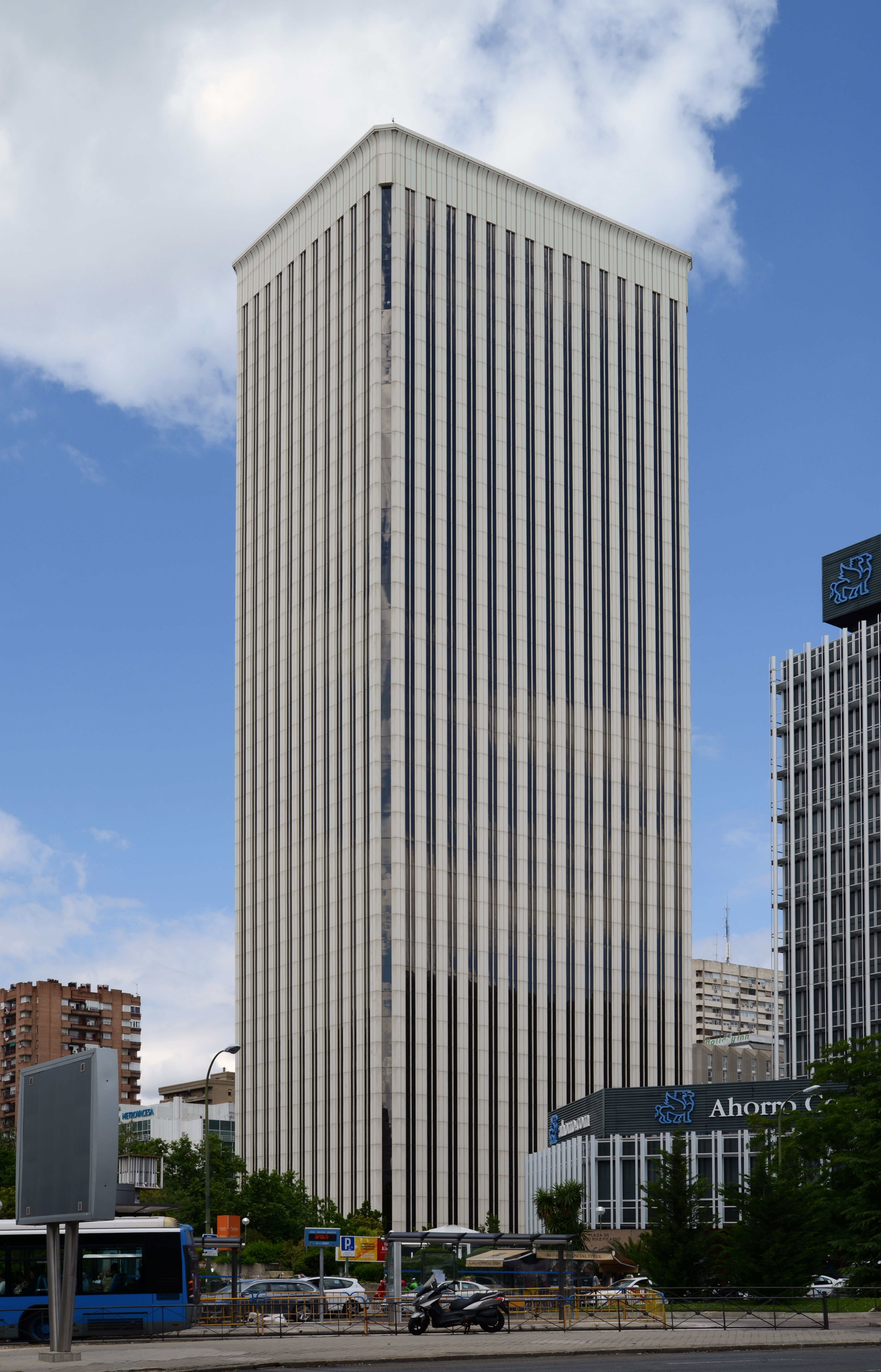
Башня Пикассо
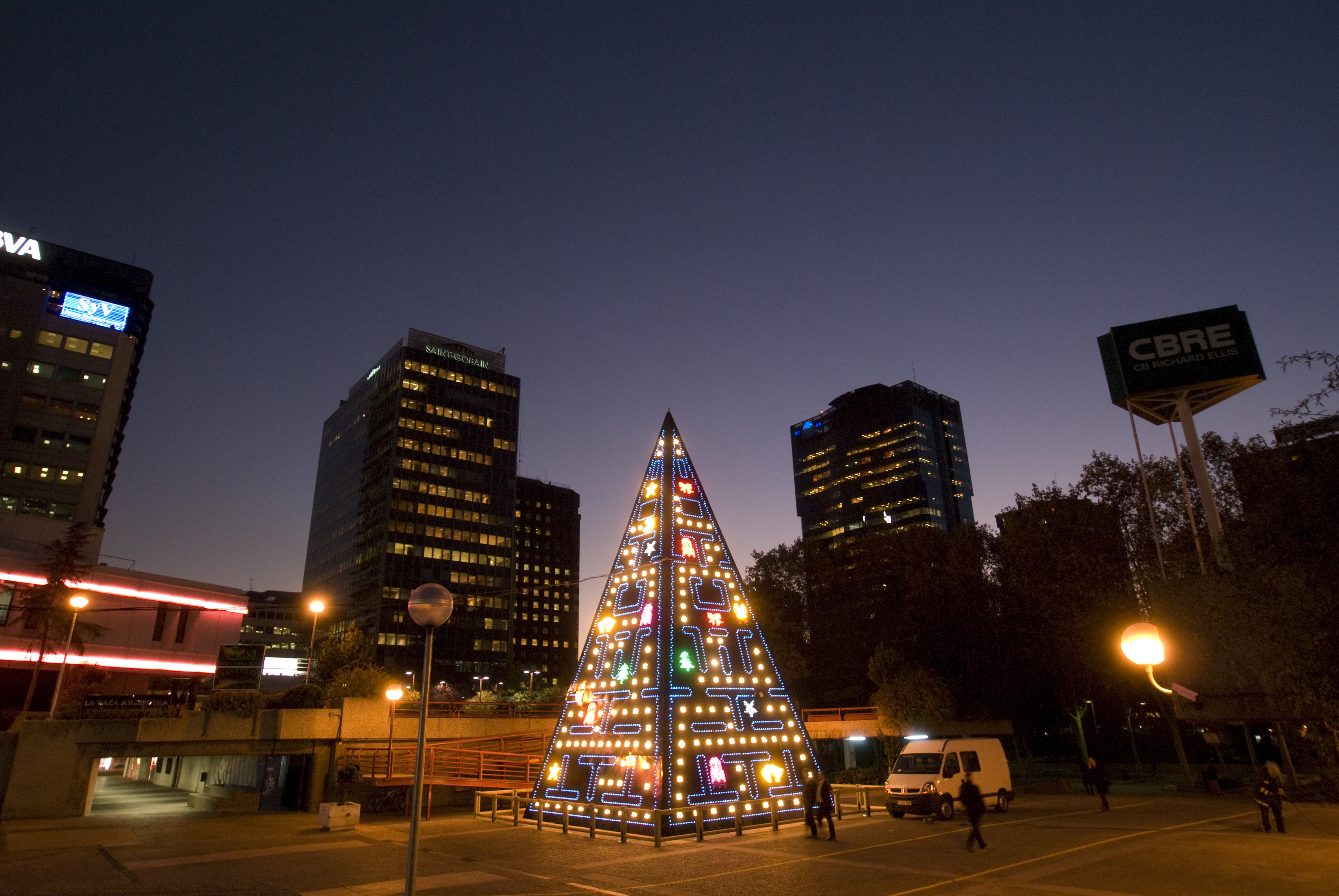
Небоскребы AZCA зимой

## Спорт
«Реал Мадрид» был признан ФИФА лучшим футбольным клубом XX века. В 1920 году клубу было присвоено звание королевского и он получил своё название.
Стадион команды — «Сантьяго Бернабеу», расположен в северной части города. Вместимость стадиона — более 80 тыс. зрителей. Открытие стадиона состоялось 14 декабря 1947 года. Стадион назван в честь Сантьяго Бернабеу Йесте — президента клуба в 1943—1978 годах.
Одним из сильнейших футбольных клубов в истории Испании является «Атлетико Мадрид». Клуб базируется на стадионе «Рияд Эйр Метрополитано», вмещающем около 67 тыс. зрителей.
В Мадриде также базируется футбольный клуб «Райо Вальекано», играющий свои матчи на стадионе «Кампо-де-Вальекас», вмещающий 14 тысяч зрителей
В 1982 году Мадрид, наряду с другими городами Испании, принимал чемпионат мира по футболу. Финал состоялся на стадионе «Сантьяго Бернабеу», групповые игры — на стадионе «Висенте Кальдерон».
В 2009 году Мадрид занял второе место по результатам голосования за право принять летние Олимпийские игры 2016 года, уступив Рио-де-Жанейро.

## Города-побратимы
- Абу-Даби, ОАЭ
- Асунсьон, Парагвай
- Афины, Греция
- Берлин, Германия (4 ноября 1988)
- Богота, Колумбия
- Бордо, Франция (27 января 1984)[37][38]
- Брюссель, Бельгия
- Будапешт, Венгрия
- Буэнос-Айрес, Аргентина
- Варшава, Польша
- Гавана, Куба
- Гватемала, Гватемала
- Дамаск, Сирия
- Канны, Франция
- Каракас, Венесуэла
- Киев, Украина (29 июня 2022)[39]
- Кито, Эквадор
- Ла-Пас, Боливия
- Ла-Серена, Чили
- Лима, Перу
- Лиссабон, Португалия (31 мая 1979)[37]
- Майами, США
- Манагуа, Никарагуа
- Манила, Филиппины (1 декабря 2005)[40]
- Марракеш, Марокко
- Мауи, США (18 июля 1969)[41]
- Мехико, Мексика (17 ноября 1983)
- Монтевидео, Уругвай
- Москва, Россия
- Нуакшот, Мавритания (1 ноября 1986)[37]
- Нью-Йорк, США (19 января 1982)[42][37]
- Панама, Панама
- Пекин, Китай
- Прага, Чехия
- Рабат, Марокко (16 мая 1988)[37]
- Рио-де-Жанейро, Бразилия (19 декабря 2022)[43]
- Сан-Сальвадор, Сальвадор
- Сан-Хосе, Коста-Рика
- Сан-Хуан, Пуэрто-Рико
- Санто-Доминго, Доминиканская Республика
- Сантьяго, Чили
- Сараево, Босния и Герцеговина
- София, Болгария
- Тегусигальпа, Гондурас
- Тирана, Албания[44]
- Триполи, Ливия
- Хама, Сирия
- Чимботе, Перу